# TGV

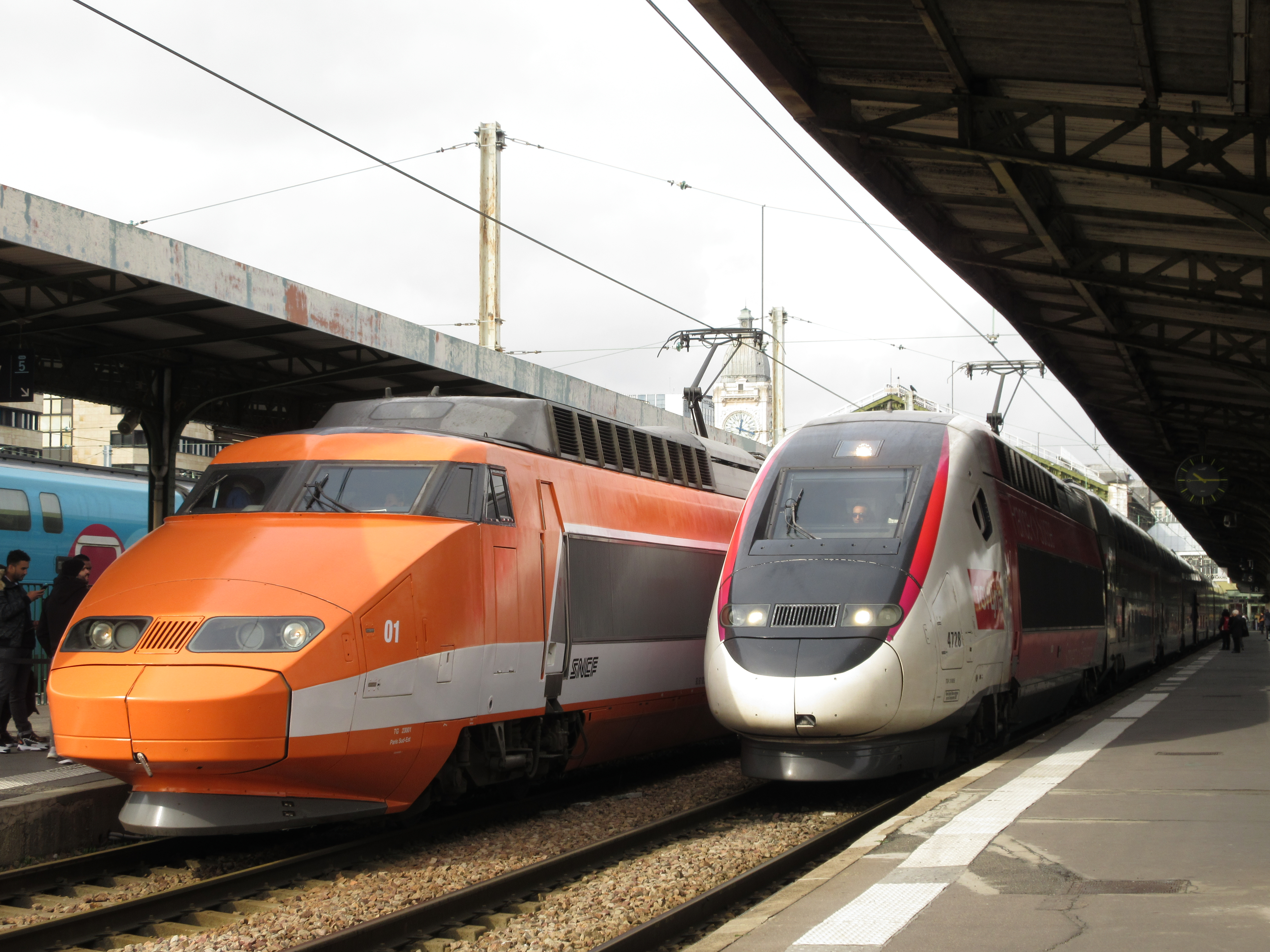
Pociągi TGV na Gare de Lyon

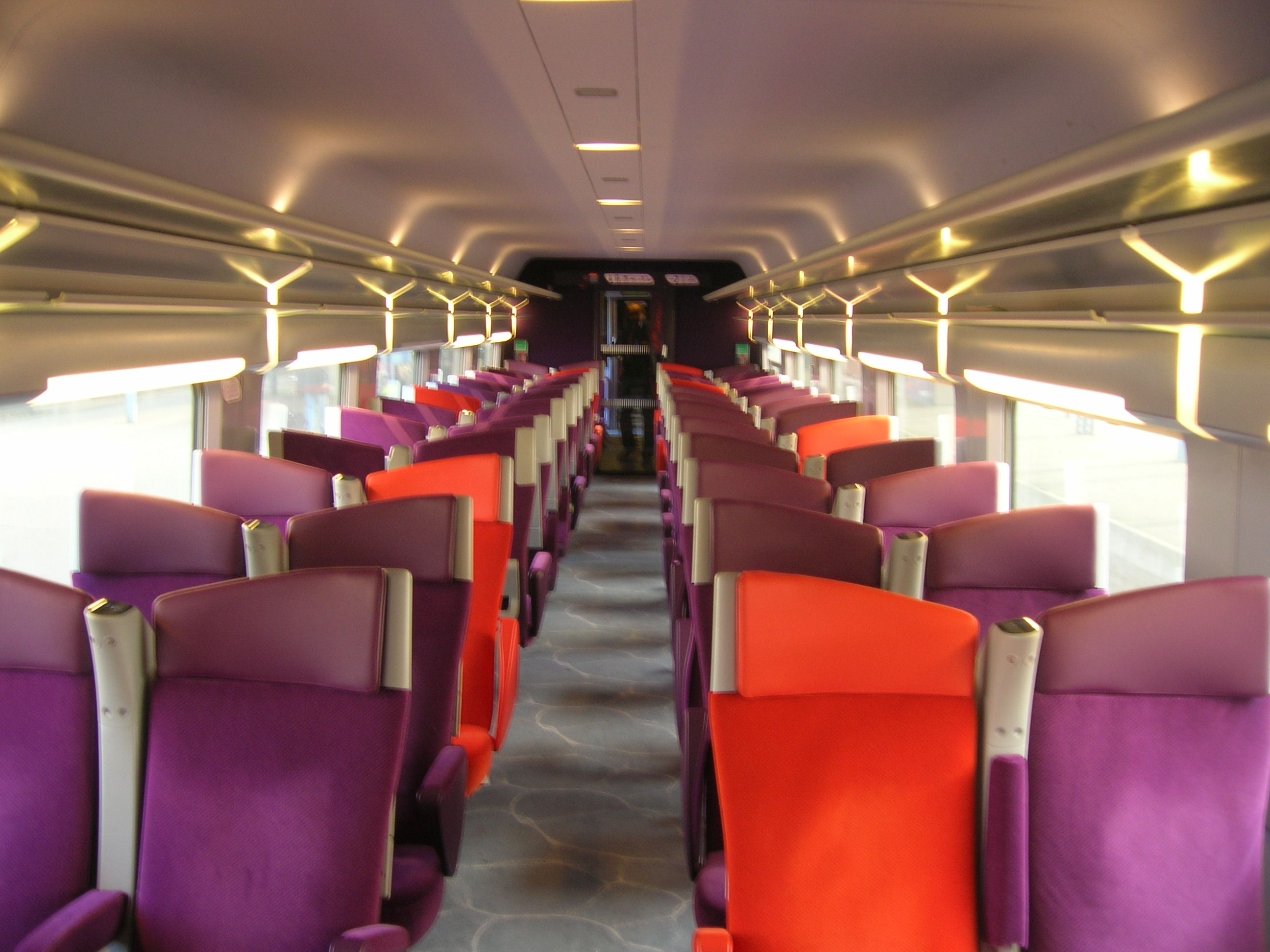
Wnętrze klasy II

TGV ([teʒe’ve], fr. train à grande vitesse; pol. pociąg dużych prędkości) – rodzaj francuskich elektrycznych zespołów trakcyjnych, osiągających w regularnej eksploatacji prędkości do 320 km/h. TGV został opracowany i wdrożony przez firmę Alstom przy współpracy z francuskimi kolejami państwowymi SNCF.
TGV jest zastrzeżonym znakiem towarowym przedsiębiorstwa SNCF.
Chociaż skrót TGV określa głównie typ pociągu, to funkcjonuje on również w szerszym sensie, jako określenie całego francuskiego systemu kolei dużych prędkości, odnoszące się zarówno do samych pociągów, jak również do linii, po których pociągi te kursują, dworców z których korzystają i kategorii pociągów.
Rekord prędkości maksymalnej, wynoszący 574,8 km/h, został ustanowiony 3 kwietnia 2007 przez pociąg TGV V150 we Francji. W 2015 roku rekord ten został pobity przez japoński pociąg typu Maglev MLX01.

## Historia

### Geneza
Pierwsza koncepcja kolei dużych prędkości we Francji pojawiła się ok. 20 lat przed wejściem do eksploatacji pierwszego pociągu TGV (1981). W latach 60. XX wieku sformułowano nową, radykalną koncepcję kolei, zakładającą połączenie dużej prędkości maksymalnej pociągów i pochyleń poziomych trasy dochodzących nawet do 4% (w tradycyjnej kolei nachylenie poziome toru rzadko przekracza 1%). Takie podejście zapewniałoby krótki czas przejazdu i łatwiejsze wytyczanie nowych linii.
W ciągu następnych lat idea ta dała początek wielu pomysłom na szybki transport, niekiedy odległym od klasycznej kolei (np. pociąg na poduszce powietrznej lub kolej magnetyczna). Rząd Francji preferował tego typu nowoczesne technologie, przychylając się do ogólnej opinii o tradycyjnej kolei jako „ślepym zaułku” w dziedzinie transportu pasażerskiego, który nie rokuje szans na dalszy rozwój.
Jednocześnie jednak koleje francuskie SNCF prowadziły liczne próby podniesienia prędkości swojego taboru do zakresu 180–200 km/h przy użyciu pociągów napędzanych turbiną gazową. Maszyny te, o zwartej budowie i wysokiej sprawności oraz dużej mocy, wykorzystujące tanie w tamtych czasach paliwo, wydawały się najlepszym rozwiązaniem dla pociągów dużych prędkości. Pierwsze składy napędzane turbiną gazową, zwane ETG (fr. Elément à Turbine à Gaz – pl. Jednostka z turbiną gazową) weszły do użytku w marcu 1970 na linii Paryż – Cherbourg.

### Testy
Pociągi turbinowe okazały się udanymi konstrukcjami, a inżynierowie zainspirowani japońskimi jednostkami Shinkansen próbowali dalej zwiększać prędkość „turbopociągów”. Wkrótce przedsiębiorstwo Alstom zbudowało pociąg TGV 001, przeznaczony do testów w zakresie prędkości 250–300 km/h. Jest on bezpośrednim przodkiem dzisiejszych pociągów TGV.
TGV 001 odbył ponad 5000 jazd testowych, przejeżdżając ponad 1 mln kilometrów i ustanawiając światowy rekord prędkości dla pociągu nienapędzanego energią elektryczną (do dziś niepobity) wynoszący 318 km/h. Testy umożliwiły zdobycie doświadczenia na temat jazdy z dużymi prędkościami i udowodniły, że „tradycyjna” technika kolejowa może posłużyć do zbudowania szybkiej sieci transportowej.
Wraz z kryzysem naftowym w roku 1973 porzucono ideę zasilania pociągów dużych prędkości za pomocą paliw ropopochodnych na rzecz trakcji elektrycznej. Rok później eksperymentalny elektryczny zespół trakcyjny, Zébulon rozpoczął testy. W ciągu 20 miesięcy przejechał blisko milion kilometrów, z czego 25 tys. z prędkościami powyżej 300 km/h. Zadowolenie rządu francuskiego z postępów nad pracami nad pociągiem dużych prędkości przejawiło się w pełnym sfinansowaniu badań w roku 1976. Krótko potem rozpoczęto budowę pierwszej linii przeznaczonej dla pociągów dużych prędkości, łączącej Paryż z Lyonem.

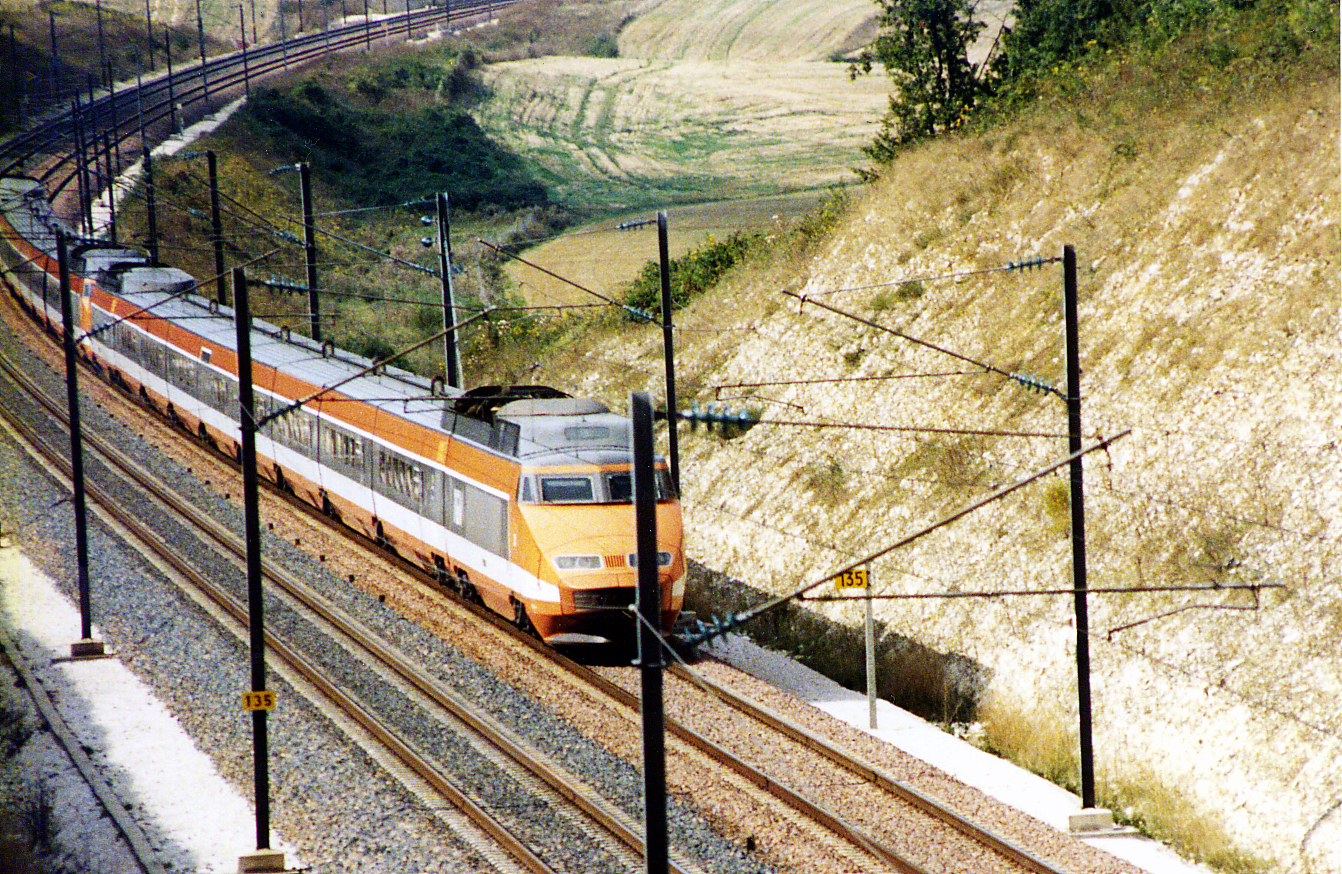
Pociąg TGV Sud-Est w oryginalnym malowaniu

28 lipca 1978 dwa pierwsze składy TGV opuściły fabrykę Alstomu w Belfort. W następnych miesiącach przeprowadzono w nich ponad 15 000 modyfikacji. Po wielu problemach, 25 kwietnia 1980 fabrykę opuścił pierwszy z seryjnych składów TGV.

### Rozwój TGV
Linię Paryż-Lyon oddano do użytku 27 września 1981 z prędkością rozkładową równą 260 km/h. Początkowo klientami byli ludzie podróżujący w interesach, jako że czas przejazdu oferowany przez TGV był najkrótszy ze wszystkich dostępnych środków transportu. Jednak okazało się, że grono chętnych do skorzystania z tego praktycznego i szybkiego sposobu podróżowania jest większe.
Z biegiem czasu połączenie z Paryżem pociągami TGV uzyskiwały kolejne miasta we Francji – Tours, Le Mans i Bordeaux, Lille i Calais, Valence, Nîmes i Marsylia. Pociągi TGV zaczęły też obsługiwać relacje zagraniczne, docierając do Londynu, Brukseli, Genewy.

### Przewozy i udział w rynku
Pociągi TGV odniosły znaczący sukces mierzony udziałem w rynku przewozów pasażerskich. Dzięki TGV we Francji została odwrócona tendencja spadku udziału kolei w transporcie osobowym. W miarę rozwoju sieci dużych prędkości TGV przejmowały część lub większość pasażerów korzystających dotąd z połączeń lotniczych. Niemal zupełnej likwidacji uległa sieć połączeń lotniczych na trasie Paryż – Lyon. TGV zdobyły też większościowy udział w przewozach na trasie Paryż – Marsylia (68% w 2004). W przewozach osobowych na trasie Paryż – Londyn – Bruksela większościowy udział ma spółka Eurostar (66% na trasie Paryż – Londyn i 63% na trasie Bruksela – Londyn).
28 listopada 2003 pociąg TGV przewiózł miliardowego pasażera od rozpoczęcia kursowania w 1981. 25 stycznia 2013 SNCF świętowała przewiezienie TGV dwóch miliardów pasażerów.
| Dekada | Przewiezieni pasażerowie (w milionach) | Przewiezieni pasażerowie (w milionach) | Przewiezieni pasażerowie (w milionach) | Przewiezieni pasażerowie (w milionach) | Przewiezieni pasażerowie (w milionach) | Przewiezieni pasażerowie (w milionach) | Przewiezieni pasażerowie (w milionach) | Przewiezieni pasażerowie (w milionach) | Przewiezieni pasażerowie (w milionach) | Przewiezieni pasażerowie (w milionach) |
| 1980   | 1980                                   | 1981                                   | 1982                                   | 1983                                   | 1984                                   | 1985                                   | 1986                                   | 1987                                   | 1988                                   | 1989                                   |
| ------ | -------------------------------------- | -------------------------------------- | -------------------------------------- | -------------------------------------- | -------------------------------------- | -------------------------------------- | -------------------------------------- | -------------------------------------- | -------------------------------------- | -------------------------------------- |
| 1980   |                                        | 1,26                                   | 6,08                                   | 9,20                                   | 13,77                                  | 15,38                                  | 15,57                                  | 16,97                                  | 18,10                                  | 19,16                                  |
| 1990   | 1990                                   | 1991                                   | 1992                                   | 1993                                   | 1994                                   | 1995                                   | 1996                                   | 1997                                   | 1998                                   | 1999                                   |
| 1990   | 29,93                                  | 37,00                                  | 39,30                                  | 40,12                                  | 43,91                                  | 46,59                                  | 55,73                                  | 62,60                                  | 71,00                                  | 74,00                                  |
| 2000   | 2000                                   | 2001                                   | 2002                                   | 2003                                   | 2004                                   | 2005                                   | 2006                                   | 2007                                   | 2008                                   | 2009                                   |
| 2000   | 79,70                                  | 83,50                                  | 87,90                                  | 86,70                                  | 90,80                                  | 94,00                                  | 97,00                                  | 120                                    | 128                                    |                                        |

Od 1994 r. podane w tabeli wielkości przewozów obejmują również przewozy międzynarodowymi pociągami Eurostar, a od 1997 r. – przewozy międzynarodowymi pociągami Thalys.
Pod względem liczby przewiezionych przez pociągi dużych prędkości pasażerów TGV ustępują jedynie japońskim pociągom Shinkansen.

### Efekty ekonomiczne

Udział przedsiębiorstwa Eurostar w rynku przewozów pasażerskich na trasie Paryż – Londyn (oraz punktualność pociągów)

TGV ma duży wpływ na rozwój ekonomiczny miast, przez które przebiega. Najbardziej spektakularnym przykładem jest ożywienie gospodarcze jakie nastąpiło w aglomeracji Lille, gdy uzyskała ona połączenie pociągami TGV z Paryżem, Londynem oraz Brukselą. Budowa nowych linii przeznaczonych dla tych pociągów jest we Francji przedmiotem zainteresowania polityków oraz obietnic wyborczych.
Od strony czysto ekonomicznej dane na temat dochodowości przedsięwzięć związanych z TGV są trudne do oszacowania. Dokładne dane na temat rzeczywistej rentowności całej sieci TGV nie są znane, gdyż SNCF jest dotowana zarówno bezpośrednio, jak i poprzez udział państwa, a także instytucji europejskich i samorządowych w budowie jego infrastruktury oraz w zakupach taboru. SNCF twierdzi, że notuje znaczące zyski na trasie Paryż – Lyon, a cała inwestycja w budowę nowej linii zwróciła się w ciągu dekady. Z drugiej strony, uruchomienie połączenia TGV Brive-la-Gaillarde – Limoges – Orlean – Lille wymagało subwencji władz samorządowych w wysokości 5,6 mln EUR. W latach 2008–2010 subwencja została zmniejszona do 2,2 mln EUR.
W roku 2004 pociągi TGV przewiozły 85 milionów pasażerów w ruchu krajowym, co oznacza wzrost o 4%, czyli 3 miliony pasażerów w stosunku do roku 2003. Odpowiadające tej liczbie pasażerów obroty wyniosły 3 miliardy EUR, czyli 7,3% więcej niż w roku poprzednim. Według raportu rocznego przedsiębiorstwa, zysk brutto SNCF z pasażerskich przewozów dalekobieżnych, w tym pociągami TGV, wyniósł 523 mln EUR. Nie wiadomo jednak jaki udział miały w tym pociągi TGV i czy był to udział dodatni.
Więcej danych można uzyskać na temat działania przedsiębiorstwa Eurostar – operatora pociągów TGV na trasie Londyn – Paryż/Bruksela. W okresie od 1994 do 2009 r. działała ona jako wspólne przedsięwzięcie (joint venture) kolei brytyjskich, francuskich i belgijskich, a od 1 stycznia 2010 r. została ona przekształcona w spółkę akcyjną, która jest zobowiązana do podawania do publicznej wiadomości swoich wyników finansowych. Od 2004 r. liczba pasażerów przewożonych pociągami Eurostar systematycznie wzrasta, także w roku 2009, a więc w okresie kryzysu gospodarczego:
| 1995 | 1996 | 1997 | 1998 | 1999 | 2000 | 2001 | 2002 | 2003 | 2004 | 2005 | 2006 | 2007 | 2008 | 2009 |
| ---- | ---- | ---- | ---- | ---- | ---- | ---- | ---- | ---- | ---- | ---- | ---- | ---- | ---- | ---- |
| 3    | 4,9  | 6,0  | 6,3  | 6,6  | 7,1  | 7,0  | 6,6  | 6,3  | 7,3  | 7,5  | 7,9  | 8,3  | 9,1  | 9,2  |

Dane w milionach pasażerów, za rok 1995 – szacunkowe

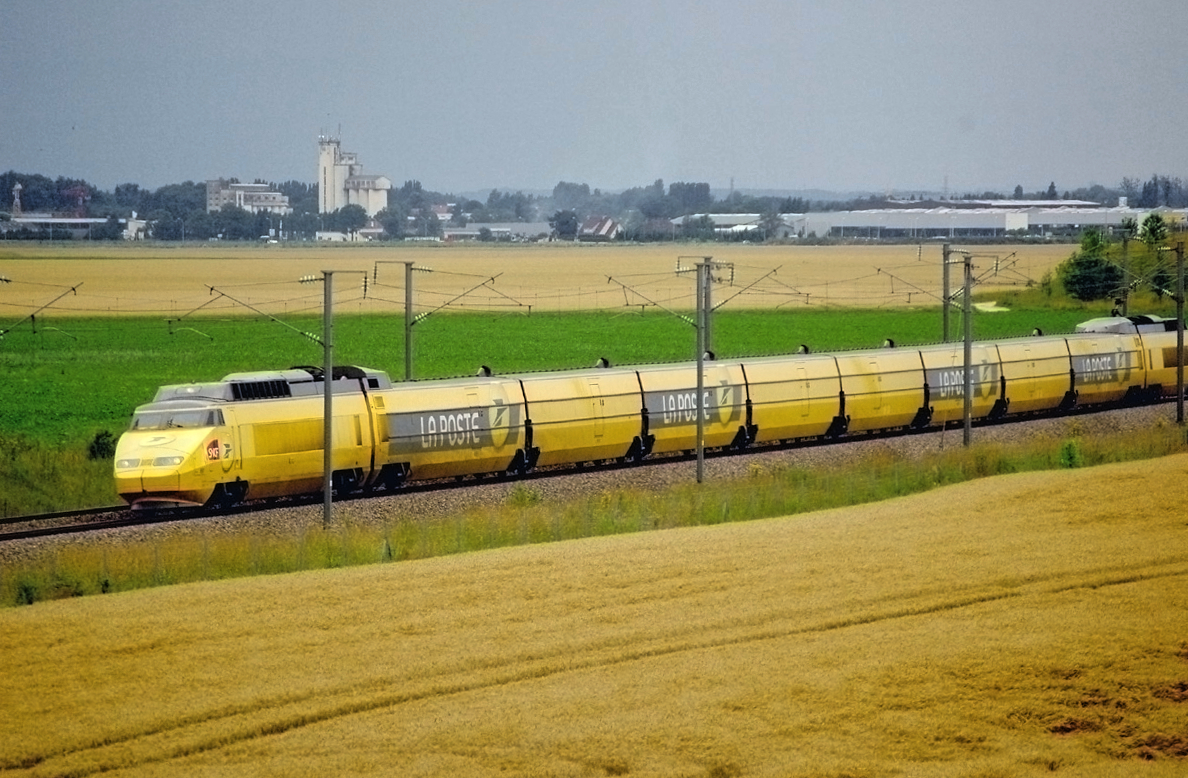
Skład TGV La Poste służący do przewozu przesyłek pocztowych

Przewozy osobowe prowadzone pod marką Eurostar są od początku dochodowe, natomiast duże kłopoty finansowe przeżywała spółka Eurotunnel, która wybudowała tunel w zamian za prawo do jego eksploatacji przez 40 lat. Wpływy uzyskiwane od użytkowników tunelu nie wystarczały na pokrycie kosztów jego utrzymania oraz na spłaty pożyczek zaciągniętych na jego budowę, a więc spółka przynosiła ciągłe straty. W 2003 zawisła nad nią groźba utraty płynności w wyniku konieczności rozpoczęcia spłat kredytów zaciągniętych na budowę tunelu. Pokrycie 1,3 mld funtów strat wymagało interwencji rządów Wielkiej Brytanii i Francji. W 2004 r. straty zredukowano do 570 mln funtów. 2 sierpnia 2006 roku sąd w Paryżu zaakceptował wniosek spółki o ochronę przed wierzycielami. W maju 2007 r. wierzyciele i akcjonariusze zaakceptowali plan zamiany długu na akcje, a konsorcjum Deutsche Bank, Goldman Sachs i Citigroup zgodziło się udostępnić 2,8 mld funtów długoterminowej pożyczki. Od tego czasu Eurotunnel przynosi corocznie zyski.

### Nazwa
Pociągi TGV są znane od początku swego istnienia pod tym samym skrótem, jednak na przestrzeni lat jego znaczenie zmieniło się. Początkowo oznaczał Turbine à Grande Vitesse (Turbina o Dużej Prędkości) i odnosił się do rodzaju napędu pociągu. Skrót TGV bywa niekiedy mylnie rozwijany jako Très Grande Vitesse (Bardzo Duża Prędkość).
Ze względu na szerokie znaczenie francuskiego przymiotnika grand, nazwę Train à Grande Vitesse można tłumaczyć jako Pociąg o dużej prędkości, Pociąg o wielkiej prędkości, Pociąg o wysokiej prędkości. Jednocześnie wszystkie trzy podane tłumaczenia funkcjonują jako ogólne określenie innych niż TGV pociągów, osiągających prędkości przekraczające 200–250 km/h, na przykład japoński Shinkansen, hiszpańskie AVE, włoskie Pendolino czy koreańskie KTX.

## Prędkość
Podstawową cechą odróżniającą TGV od „klasycznych” pociągów jest duża prędkość tak maksymalna, jak i handlowa. W chwili obecnej prędkości eksploatacyjne pociągów TGV wynoszą 270 km/h (niewielka liczba starszych i niezmodernizowanych jednostek), oraz 300 km/h i 320 km/h. Tak duże prędkości maksymalne pozwalają na uzyskiwanie prędkości handlowych, przekraczających 200 km/h i dochodzących do 260 km/h.

### Rekordy prędkości
Pociągi TGV wielokrotnie w swojej historii ustanawiały rekordy prędkości. Obecnie do pociągu V150, specjalnej jednostki TGV należy światowy rekord prędkości pojazdu szynowego, wynoszący 574,8 km/h. Wcześniej rekord prędkości należał również do TGV (do TGV Atlantique), który obowiązywał przez 16 lat i wynosił 515,3 km/h.
TGV jest rekordzistą jeśli chodzi o najwyższą prędkość handlową.
W obecnym rozkładzie (obowiązującym od 10 czerwca 2007 r.) na nowo otwartej linii dużej prędkości LGV Est européenne, TGV numer 5422 relacji Strasburg – Lille Europe między stacjami Champagne-Ardenne TGV a Lorraine TGV 167,7 km odcinek pokonuje w czasie 36 min, tym samym osiągając prędkość średnią wynoszącą 279,5 km/h.
Poprzedni rekord prędkości handlowej również należał do TGV. W roku 2005 średnia prędkość pociągu numer 6171 (relacji Paris-Lyon – Nice-Ville) między stacjami Lyon-Saint-Exupéry TGV i Aix-en-Provence TGV wynosiła 263,3 km/h.
Pociąg TGV Eurostar pobił również rekord najdłuższej na świecie podróży bez postoju. 17 maja 2006, przewożąc obsadę i producentów filmu Kod da Vinci z Londynu do Cannes na Festiwal Filmowy w Cannes, przebył dystans 1421 km w ciągu 7 godzin 35 minut. Pociąg TGV Réseau nr 531 jest ponadto posiadaczem rekordu prędkości średniej na trasie powyżej 1000 km. 26 maja 2001, z okazji inauguracji LGV Méditerranée, skład tego typu przebył trasę z Calais do Marsylii (1067,2 km) w 3 godziny 29 minut (średnia prędkość 306,4 km/h). W chwili obecnej, głowice napędowe tej jednostki tworzą skład TGV Réseau-Duplex.
Chronologia rekordów prędkości ustanawianych przez TGV:
- 8 grudnia 1972 – 318 km/h – TGV001 napędzany turbiną gazową
- 26 lutego 1981 – 380 km/h – TGV Sud-Est 16[13].
- grudzień 1988 – 408,7 km/h – TGV Sud-Est 117
- 5 grudnia 1989 – 482,4 km/h – TGV Atlantique 325
- 18 maja 1990 – 515,3 km/h – TGV Atlantique 325[13]
- 3 kwietnia 2007 – 574,8 km/h – jednostka V150 na linii LGV Est européenne

Jednostka V150 składała się z głowic napędowych typu TGV POS oraz trzech wagonów TGV Duplex z wózkami napędnymi.

## Konstrukcja pociągów TGV
Wszystkie obecnie eksploatowane pociągi TGV są zespołami trakcyjnymi napędzanymi energią elektryczną pobieraną z napowietrznej sieci trakcyjnej.
Pojedynczy pociąg TGV składa się z dwóch lokomotyw, zwanych głowicami napędowymi oraz włączonych między nie 8, 10, 16 lub 18 wagonów, zależnie od typu pociągu.

### Założenia konstrukcyjne
Przed konstruktorami TGV stanęło wiele wyzwań technicznych. Najważniejsze z nich obejmowały:
- uzyskanie bardzo dużej prędkości maksymalnej, przy możliwości pokonywania dużych nachyleń toru, a zatem osiągnięcie jak najwyższej mocy ciągłej pociągu,
- uzyskanie jak najniższej masy składu w celu ograniczenia zużycia szyn, a także poprawy komfortu jazdy,
- zapewnienie pasażerom bezpieczeństwa i komfortu podróży.

Konstrukcja pociągów TGV zawiera wiele usprawnień i innowacji, w stosunku do tradycyjnych pociągów, które pozwoliły spełnić wymienione założenia.

### Zestawienie składów

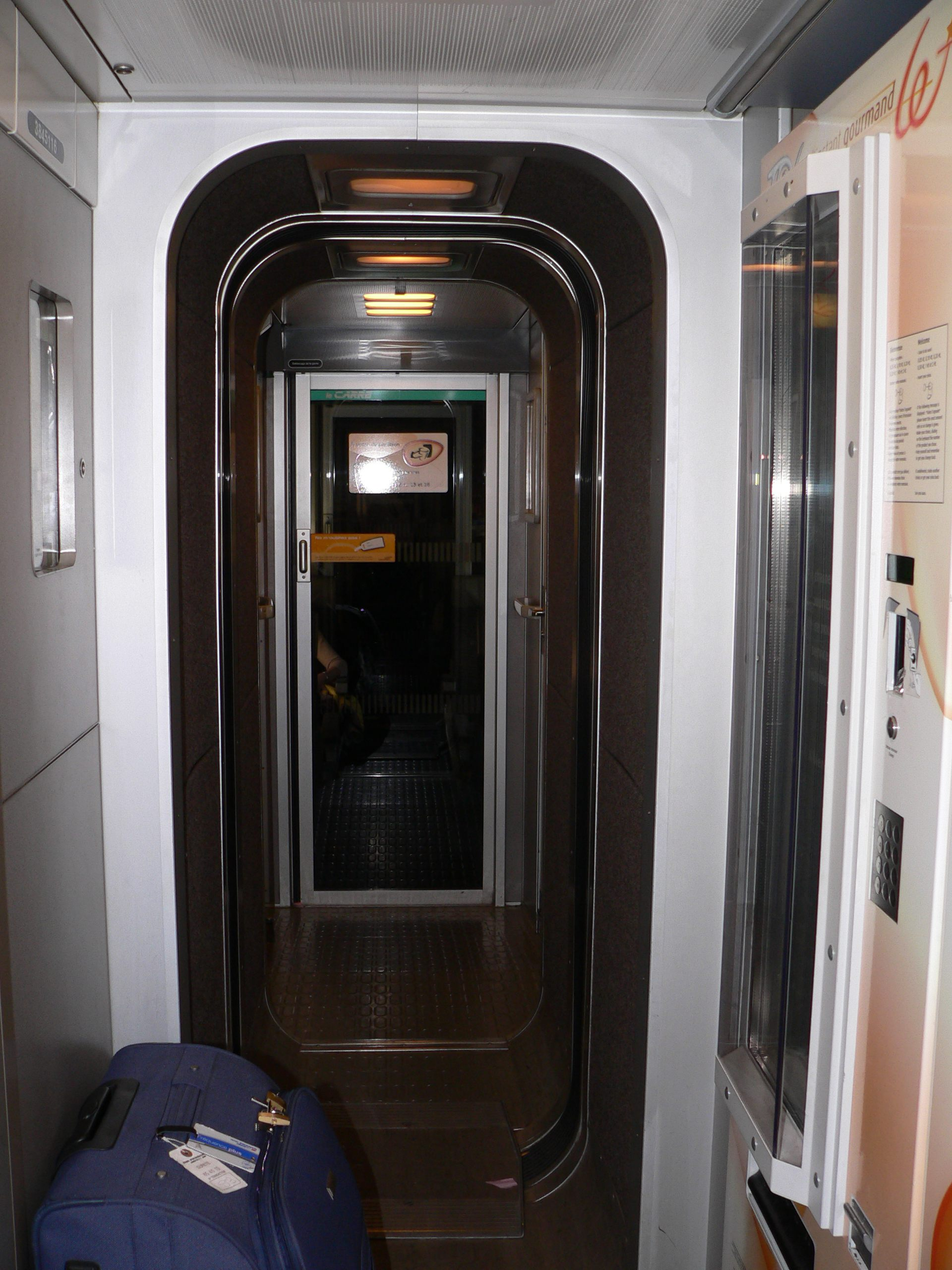
Połączenie międzywagonowe – widok od wewnątrz

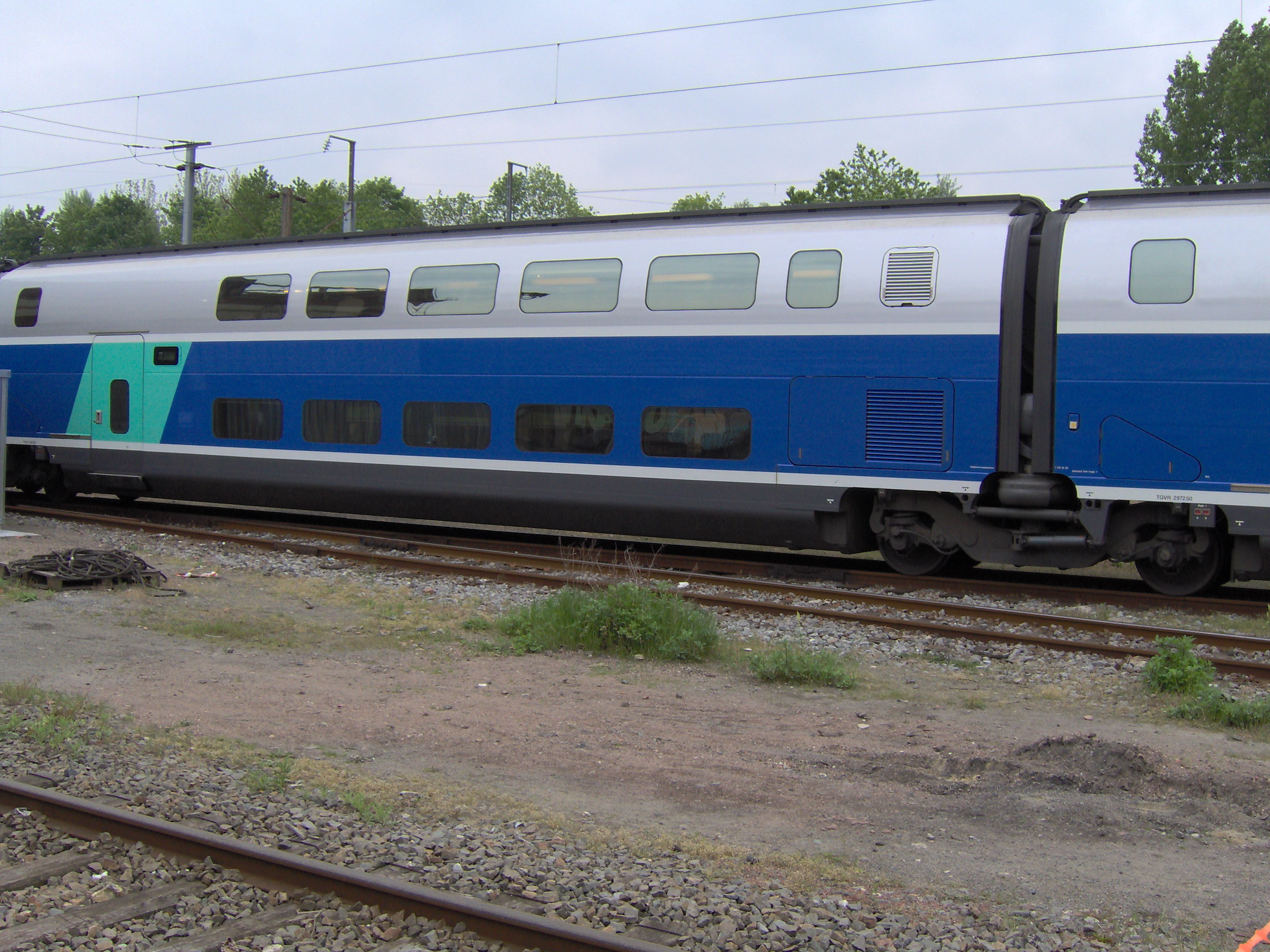
Połączenie wagonów w TGV Duplex

Budowa pociągów TGV różni się znacząco od typowej dla innych zespołów trakcyjnych. Pociągi są zbudowane w oparciu o wózki Jacobsa, tj. wózki są umieszczone między wagonami w taki sposób, że każdy z nich przenosi ciężar dwóch sąsiednich wagonów. Głowice napędowe spoczywają na własnych wózkach. Wagony TGV nie są więc wagonami w standardowym rozumieniu tego słowa, a raczej naczepami (fr. remorque, ang. trailer).
Zaletą takiej konstrukcji jest zwiększone bezpieczeństwo w trakcie wykolejenia. Wykolejony skład pozostaje sztywny, a połączenia międzywagonowe nie zrywają się, przez co pociąg nie zbacza gwałtownie z toru jazdy. Dodatkową zaletą, w porównaniu z tradycyjnymi konstrukcjami, jest spokojniejszy bieg pociągu, zmniejszony hałas i zużycie szyn. Ponadto wysunięcie wózków spod przestrzeni pasażerskiej zwiększa komfort jazdy dla podróżnych.
Wadą takiego rozwiązania jest utrudnienie operacji łączenia i rozłączania składów. O ile głowice napędowe można odłączyć od reszty składu w standardowy sposób, o tyle rozłączanie wagonów jest możliwe jedynie przy użyciu specjalistycznego sprzętu, umożliwiającego podparcie wagonu pozbawionego wózka.
Głowice napędowe są połączone z wagonami za pomocą tradycyjnych sprzęgów śrubowych. Ponadto większość składów TGV posiada sprzęgi samoczynne systemu Scharfenberga na obydwu końcach składu, wykorzystywane do łączenia składów w podwójne zespoły w trakcji ukrotnionej oraz do holowania składów przez specjalnie przystosowane lokomotywy. Gdy nie są używane, sprzęgi są ukryte pod osłonami na czołach głowic.
Typowe wymiary elementów pociągu TGV:
- długość:
  - głowice napędowe: 22,15 m,
  - wagony przy głowicach: 21,845 m,
  - pozostałe wagony: 18,7 m,
- szerokość: 2,9 m,
- wysokość od główki szyny:
  - głowice napędowe oraz wagony przy głowicach i wagony piętrowe: 4,05 m
  - pozostałe wagony: 3,42 m.

### Napęd
Pociągi TGV są zasilane energią elektryczną pobieraną przez pantograf z górnej sieci trakcyjnej. Dodatkowo pociągi TGV Eurostar były wyposażone w urządzenia pozwalające na pobieranie prądu elektrycznego z trzeciej szyny, ponieważ w taki system zasilania wyposażone są linie kolejowe w południowej Anglii.
Wszystkie pociągi TGV są co najmniej dwusystemowe, co oznacza, że mogą być zasilane dwoma różnymi napięciami, w przypadku Francji są to napięcie przemienne 25 kV, 50 Hz (na liniach na północy kraju i na liniach LGV) oraz napięcie stałe 1,5 kV (głównie na południu kraju i w okolicach Paryża).
Ponadto pociągi operujące na liniach zagranicznych w Niemczech, Szwajcarii, Belgii, Holandii, Włoszech oraz Wielkiej Brytanii muszą być przystosowane do napięcia używanego w tych krajach, tak więc pewna liczba pociągów TGV jest trzysystemowa lub nawet czterosystemowa. Wszystkie pociągi są wyposażone w dwie pary pantografów, jedną dla współpracy z siecią prądu stałego i jedną dla sieci prądu przemiennego.
Elementem napędowym pociągów są silniki elektryczne umieszczone na wszystkich osiach w głowicach napędowych, w TGV Sud-Est oraz TGV Eurostar w silniki wyposażone są również obydwie osie w najbliższych głowicom wózkach skrajnych wagonów składu. Używane są trzy rodzaje silników:
- silniki prądu stałego – TGV Sud-Est
- silniki asynchroniczne prądu przemiennego – TGV Eurostar, TGV POS, TGV Duplex NG
- silniki synchroniczne prądu przemiennego – pozostałe pociągi

### Elektroniczne układy sterowania
Pociągi TGV wkroczyły w erę komputerów wraz ze zbudowaniem pierwszych jednostek TGV Atlantique. System zarządzający pociągiem składa się z 18 komputerów połączonych specjalną siecią zwaną TORNAD – Token Ring Network Alstom Device (ang. Urządzenie sieciowe Token Ring Alstom). Zarządza ona pracą całości systemów pociągu, dostarczając obsłudze informacji o ewentualnych usterkach.
Oprogramowanie komputerów w TGV jest napisane przy użyciu języka Ada, używanego w aplikacjach wymagających wysokiej niezawodności działania. Komputery te to stosunkowo proste jednostki, oparte na mikroprocesorach MC68020 przedsiębiorstwa Motorola.

### Serwis
Serwisowanie pociągów TGV wymagało zorganizowania specjalnie wyposażonych warsztatów w lokomotywowniach położonych przy dworcach końcowych LGV. We Francji pociągi TGV są przypisane do jednej z czterech lokomotywowni zlokalizowanych na przedmieściach Paryża:
- Technicentre Le Landy w Saint-Denis:
  - TGV Sud-Est (część)
  - TGV Réseau (część)
  - TGV Thalys PBA
  - TGV Thalys PBKA (część)
  - TGV Eurostar (należące do SNCF)
- Technicentre Atlantique w Châtillon:
  - TGV Atlantique
  - TGV Réseau (część)
- Technicentre Sud-Est Européen (potocznie Paris-Conflans) w Villeneuve-Saint-Georges:
  - TGV Duplex
  - TGV Sud-Est (część)
  - TGV Réseau (część)
  - TGV La Poste
- Technicentre Est Européen w Pantin i Bobigny:
  - TGV Réseau (część)
  - TGV POS

Poza Francją pociągi TGV są przypisane do:
- Wielka Brytania: Temple Mills, lokomotywownia zastąpiła North Pole International w drugiej połowie 2007
  - TGV Eurostar (należące do Eurostar UK)
- Belgia: Bruxelles-Midi/Brussel Zuid (lokomotywownia Forest)
  - TGV Eurostar (należące do SNCB/NMBS)
  - TGV Thalys PBKA (część)

Poza lokomotywniami istnieją również warsztaty wyspecjalizowane w serwisie i naprawach pociągów TGV zlokalizowane w Hellemmes-Lille i Bischheim, które zajmują się poważniejszymi naprawami i okresowymi przeglądami taboru.

### Generacje TGV

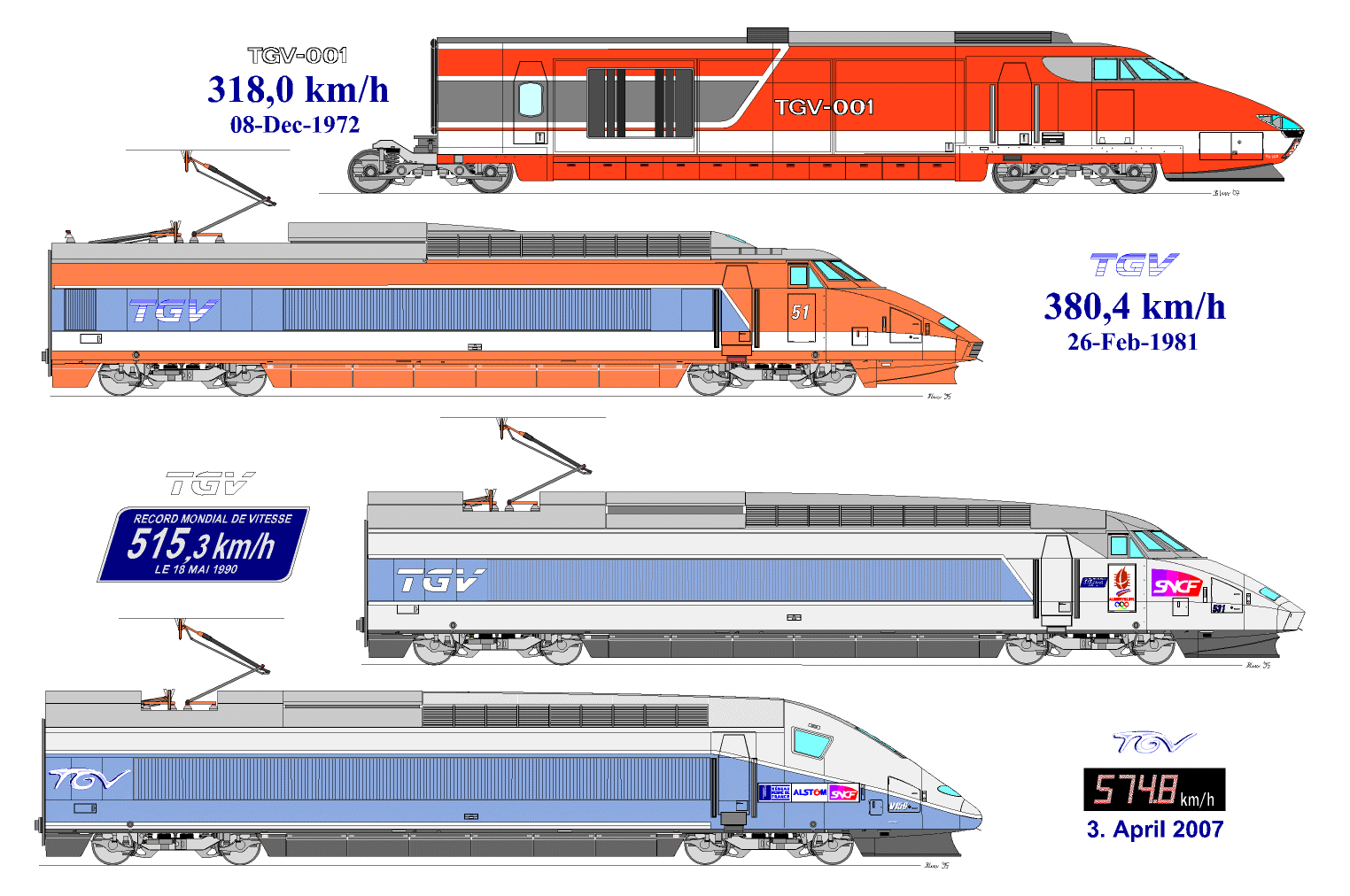
Generacje TGV

SNCF eksploatuje obecnie około 400 składów pociągów typu TGV. Pewna liczba tych pociągów jest również w posiadaniu kolei belgijskich SNCB/NMBS, niemieckich DB, szwajcarskich CFF/SBB, holenderskich NS oraz brytyjskich Eurostar UK. W tabeli poniżej zestawiono podstawowe parametry eksploatowanych obecnie pociągów TGV.
| Park taborowy TGV        | Park taborowy TGV  | Park taborowy TGV               | Park taborowy TGV                               | Park taborowy TGV                   | Park taborowy TGV       |
| Nazwa                    | Rok konstrukcji    | Liczba pociągów                 | Napięcia zasilania                              | Moc maksymalna (przy 25 kV – 50 Hz) | Prędkość eksploatacyjna |
| Pierwsza generacja       | Pierwsza generacja | Pierwsza generacja              | Pierwsza generacja                              | Pierwsza generacja                  | Pierwsza generacja      |
| ------------------------ | ------------------ | ------------------------------- | ----------------------------------------------- | ----------------------------------- | ----------------------- |
| TGV Sud-Est              | 1978 – 1985        | SNCF: 101                       | 1,5 kV DC 25 kV – 50 Hz                         | 6400 kW                             | 270 km/h 300 km/h       |
| TGV Sud-Est (LYRIA)      | 1978 – 1988        | SNCF: 6 CFF: 2                  | 1,5 kV DC 15 kV – 16,67 Hz 25 kV – 50 Hz        | 6400 kW                             | 270 km/h                |
| TGV La Poste             | 1978 – 1984        | SNCF: 7 (jako składy połówkowe) | 1,5 kV DC 25 kV – 50 Hz                         | 6400 kW                             | 270 km/h                |
| Druga generacja          |                    |                                 |                                                 |                                     |                         |
| TGV Atlantique           | 1988 – 1992        | SNCF: 105                       | 1,5 kV DC 25 kV – 50 Hz                         | 8800 kW                             | 300 km/h                |
| TGV Réseau               | 1993 – 1996        | SNCF: 33                        | 1,5 kV DC 25 kV – 50 Hz                         | 8800 kW                             | 320 km/h                |
| TGV Réseau               | 1993 – 1996        | SNCF: 26                        | 1,5 kV DC 3 kV DC 25 kV – 50 Hz                 | 8800 kW                             | 320 km/h                |
| TGV TMST (Eurostar)      | 1993 – 1994        | SNCF: 16 BR: 11 SNCB: 4 NOL: 7  | 1,5 kV DC 3 kV – DC 25 kV – 50 Hz               | 12200 kW                            | 300 km/h                |
| TGV Thalys PBA (Thalys)  | 1996               | SNCF:10                         | 1,5 kV DC 3 kV DC 25 kV – 50 Hz                 | 8800 kW                             | 320 km/h                |
| Trzecia generacja        |                    |                                 |                                                 |                                     |                         |
| TGV Thalys PBKA (Thalys) | 1996 – 1997        | SNCF: 6 NS: 2 SNCB: 7 DB: 2     | 1,5 kV DC 3kV DC 15 kV – 16,67 Hz 25 kV – 50 Hz | 8800 kW                             | 320 km/h                |
| TGV Duplex               | 1996 – 2002        | SNCF: 89                        | 1,5 kV DC 25 kV – 50 Hz                         | 8800 kW                             | 320 km/h                |
| TGV Duplex Dasy          | 2006               | SNCF: 1                         | 1,5 kV DC 25 kV – 50 Hz                         | 8800 kW                             | 320 km/h                |
| TGV RD                   | 2006–2007          | SNCF: 19                        | 1,5 kV DC 25 kV – 50 Hz (3 kV DC)               | 8800 kW                             | 320 km/h                |
| TGV POS                  | 2006–2007          | SNCF: 18, CFF: 1                | 1,5 kV DC 15 kV – 16,67 Hz 25 kV – 50 Hz        | 9280 kW (6800 kW przy 15 kV)        | 320 km/h                |

## Infrastruktura
Wszystkie TGV mają prześwit 1435 mm co umożliwia im poruszanie się po normalnotorowych liniach kolejowych wyposażonych w odpowiednią sieć trakcyjną. Każdy skład TGV może być zasilany napięciem przemiennym 25 kV o częstotliwości 50 Hz lub napięciem stałym 1,5 kV z górnej sieci trakcyjnej; napięcia te są używane na liniach kolejowych Francji. Niektóre jednostki są dodatkowo wyposażone w możliwość zasilania napięciem przemiennym 15 kV o częstotliwości 16⅔ Hz (używanym na liniach kolejowych w Niemczech i Szwajcarii), napięciem stałym 3 kV (używanym na liniach kolejowych w Belgii i we Włoszech) z górnej sieci trakcyjnej. Możliwość korzystania z istniejącej infrastruktury kolejowej jest zaletą TGV w porównaniu do innych środków transportu kolejowego dużych prędkości (np. Maglev), gdyż nie wymaga budowy nowej, kosztownej infrastruktury w centrach miast.
Eksploatacja pociągów TGV, w szczególności osiągane prędkości, nie cechuje się znaczącymi różnicami w stosunku do innych pociągów. Na niektórych liniach kolejowych prędkości maksymalne dozwolone dla TGV są nieznacznie wyższe niż dla innych pociągów i mogą wynosić do 220 km/h.
Do osiągnięcia dużych prędkości TGV wymagają specjalnie przystosowanych linii kolejowych, zwanych LGV' – Ligne à Grande Vitesse (fr. Linia o Dużej Prędkości). Do roku 2010 we Francji zbudowano ich około 1840 km; linie o podobnym przeznaczeniu powstały również poza Francją, z udziałem lub bez technologii LGV. W tym kontekście używa się sformułowania linie klasyczne (fr. lignes classiques) na określenia linii kolejowych niebędących LGV.

### Linie dużych prędkości
LGV są liniami kolejowymi budowanymi w rozstawie szyn 1435 mm, zelektryfikowanymi napięciem 25 kV o częstotliwości 50 Hz. Używane szyny bezstykowe są identyczne jak na innych liniach kolejowych, o profilu Vignole’a i masie 60 kg/m. Różnice pomiędzy liniami klasycznymi a LGV są następujące:
- Promienie łuków są duże (ponad 4 km na starszych liniach i ponad 7 km na nowszych), dzięki czemu siła odśrodkowa działająca na pasażerów przy pokonywaniu łuków jest zmniejszona.
- Nachylenie toru dochodzi do 3,5%, co pozwala obniżyć koszty budowy na terenach pagórkowatych i podgórskich.
- Przechyłka toru na łukach jest zwiększona, co pozwala jeszcze bardziej ograniczyć działanie siły odśrodkowej, ale ogranicza możliwość korzystania z linii przez wolne pociągi, w szczególności towarowe.
- Średnica tuneli jest większa, w celu ograniczenia efektów zmian ciśnienia, związanych z jazdą z dużymi prędkościami.
- Odstęp między torami jest zwiększony (do 4,5 m), w celu zmniejszenia szarpnięć wywołanych przez gwałtowne zmiany ciśnienia spowodowane przez mijające się składy pociągów.
- Tory układane są precyzyjniej niż w przypadku normalnych linii kolejowych, dodatkowo zwiększona jest grubość podsypki.
- Strunobetonowe podkłady są umieszczane w mniejszych odstępach niż na liniach klasycznych.
- Używane są szyny bezstykowe (jednak nie jest to wyłączna domena LGV, szyny bezstykowe są obecnie standardem w budowie linii kolejowych).
- Przewody sieci trakcyjnej są napięte ze zwiększoną siłą, tak aby zapewnić stabilny kontakt pantografu pociągu z siecią przy dużej prędkości, a słupy sieci trakcyjnej są rozstawione gęściej.
- LGV nie mają skrzyżowań z innymi drogami kołowymi w poziomie torów i są w całości ogrodzone, aby zapewnić maksymalne bezpieczeństwo jazdy. Dodatkowo mosty na wszystkich liniach są wyposażone w czujniki pozwalające wykryć obiekty znajdujące się na torach.
- Wszystkie odgałęzienia LGV są bezkolizyjne, co oznacza, że pociągi korzystające z rozjazdów nie przecinają toru dla ruchu w przeciwnym kierunku.

Ruch po LGV w normalnych warunkach odbywa się po lewym torze (patrząc w kierunku jazdy) podobnie jak na tradycyjnej sieci kolejowej we Francji (z nielicznymi wyjątkami). Osiągane przez TGV prędkości zawierają się między 230 a 320 km/h, na większości odcinków jest to 300 km/h. Wszystkie istniejące obecnie linie tego typu we Francji przeznaczone są wyłącznie dla pociągów TGV, jednak niektóre projektowane LGV będą mogły obsługiwać również ruch towarowy. Wyłączność na korzystanie z LGV dla pociągów TGV jest podyktowana z jednej strony parametrami tych linii (nachylenia poziome i przechyłka toru uniemożliwiające prowadzenie ciężkich składów pociągów), z drugiej strony natężeniem ruchu, które nie pozwala na trasowanie pociągów towarowych, poruszających się z reguły z dużo mniejszymi prędkościami.

### Sygnalizacja

Wskaźnik granicy odstępu blokowego na LGV

Na liniach klasycznych pociągi TGV korzystają z tej samej sygnalizacji co inne pociągi, tj. semaforów i wskaźników. Przy dużych prędkościach (powyżej 200 km/h) obserwacja przez maszynistę tradycyjnych wskaźników i sygnałów na semaforach jest mocno utrudniona. Z tego powodu na liniach LGV używany jest zautomatyzowany system sygnalizacji zwany TVM – Transmission Voie – Machine (Transmisja Tor – Pojazd). Sygnały wysyłane przez urządzenia sterowania ruchem kolejowym są przekazywane za pomocą fal elektromagnetycznych do kabiny maszynisty TGV. Informacje te dotyczą zajętości szlaku, maksymalnej dopuszczalnej prędkości i wielu innych.
LGV jest podzielona na odstępy blokowe (fr. cantons) o długości 2, 2,1 lub 3 km. Granice odstępów są wyznaczane przez żółto-niebieskie wskaźniki umieszczone po zewnętrznej stronie toru. Instrumenty w kabinie maszynisty pokazują maksymalną dopuszczalną prędkość jazdy na aktualnym i następnym odstępie, wyliczoną przez system TVM w oparciu o stan ruchu, zajętość odstępów na trasie, profil poziomy trasy, ustawienie rozjazdów itp. Ponieważ pociąg TGV nie jest w stanie zatrzymać się na odcinku jednego odstępu, maszynista otrzymuje polecenie redukcji prędkości z odpowiednim wyprzedzeniem. W systemie istnieją dwa rodzaje odstępów blokowych – przekraczalne (fr. franchisable) i nieprzekraczalne (fr. non franchisable), oznaczane czarnym wskaźnikiem z białymi literami Nf umieszczonym pod wskaźnikiem granicy odstępu. Maszynista pociągu TGV może wjechać na odstęp przekraczalny, na który system TVM wjechać nie zezwala, pod warunkiem nie przekraczania prędkości 30 km/h. Wjazd na blok nieprzekraczalny jest możliwy dopiero po uzyskaniu zgody z posterunku kierowania ruchem, w przeciwnym wypadku system TVM zatrzymałby automatycznie pociąg.
Obecnie eksploatowane są dwie wersje systemu TVM: TVM-300 i TVM-430. TVM-300 jest w istocie prostym rozwinięciem samoczynnej blokady liniowej z odstępami o długości 3 km. System TVM-430 jest dużo bardziej zaawansowany, pozwala na obliczenie dopuszczalnej prędkości na podstawie większej liczby czynników. Po raz pierwszy został zainstalowany na linii LGV Nord. System ten, używający odstępów o długości 1,5 km, pozwala na bezpieczne prowadzenie ruchu pociągów z prędkością 320 km/h (teoretycznie nawet 350 km/h) z odstępem między kolejnymi składami wynoszącym 3 minuty.
Częścią systemu TVM jest obwód samoczynnego hamowania pociągu. Układ elektroniczny zainstalowany w pociągu uruchamia hamowanie nagłe w przypadku przekroczenia dopuszczalnej prędkości.
Na końcach odcinków LGV zainstalowane są pętle indukcyjne, powodujące uruchomienie sygnalizacji w kabinie maszynisty przy wjeździe na linię wysokich prędkości i wyłączenie jej przy opuszczeniu LGV. Poza liniami wysokiej prędkości TGV używają, podobnie jak inne pociągi we Francji, systemu KVB – Contrôle de Vitesse par Balise (fr. Kontrola prędkości przy użyciu znaczników).
SNCF wyposażyła w system TVM kilka lokomotyw spalinowych, które mogą być potrzebne na LGV w sytuacjach awaryjnych.

### Istniejące linie TGV we Francji
Linie dużych prędkości w nomenklaturze operatora szlaków kolejowych we Francji – RFF (Réseau Ferré de France) noszą oznaczenie LNx (Ligne Nouvelle), gdzie x oznacza kolejny numer linii. W chwili obecnej we Francji w eksploatacji lub w budowie są następujące odcinki:
- LN1 (LGV Sud-Est) – Paryż – stacja Gare de Lyon do Lyonu – stacja Part-Dieu, pierwsza linia LGV (otwarta częściowo w 1981, w całości w 1983). Prędkość maksymalna początkowo 270 km/h, później podniesiona do 300 km/h na większości trasy.
- LN2 (LGV Atlantique) – Paryż – stacja Gare Montparnasse do Tours i Le Mans (otwarta w 1989 w kierunku Le Mans i w 1990 do Tours). Prędkość maksymalna 300 km/h.
- LN3 (LGV Nord-Europe) – Paryż – stacja Gare du Nord do Lille, stamtąd połączenia do Londynu przez tunel pod kanałem La Manche obsługiwane przez pociągi Eurostar oraz do Brukseli obsługiwane przez pociągi Thalys (kolejne odcinki otwierane między 1993 a 1997). Prędkość maksymalna 300 km/h.
- LN3 (LGV Interconnexion) – przedłużenie LGV Nord Europe, mające zapewnić pociągom TGV możliwość ominięcia Paryża. Nie jest jeszcze w pełni ukończone, odcinek zachodni oddano do użytku w 1996. Prędkość maksymalna 270 km/h.
- LN4 (LGV Rhône-Alpes) – południowe przedłużenie LGV Sud-Est, między Lyonem a Valence, pozwalające również pociągom TGV na ominięcie Lyonu. Poszczególne odcinki oddawano do eksploatacji w latach 1992 i 1994. Prędkość maksymalna 300 km/h.
- LN5 (LGV Méditerranée) – przedłużenie LGV Rhône-Alpes do Marsylii z odgałęzieniem do Montpellier (otwarta 2001). Prędkość maksymalna 320 km/h.
- LN6 (LGV Est européenne) – linia łącząca Paryż z miastami w Szampanii, Lotaryngii i Alzacji, umożliwiająca także pociągom TGV dotarcie do Luksemburga, Frankfurtu nad Menem oraz przez Monachium do Wiednia. Pierwszy odcinek został otwarty 10 czerwca 2007. Prędkość maksymalna 320 km/h.
- LGV Perpignan – Figueras – linia łącząca Perpignan z hiszpańskim miastem Figueras. Będzie to pierwsza linia dużych prędkości, po której oprócz TGV będą również kursowały pociągi towarowe. Linia została ukończona 17 lutego 2009, uruchomienie 19 grudnia 2010 r. Linia nie była użytkowana przez prawie dwa lata ze względu na trwającą budowę końcowego odcinka w Figueras. Łączy hiszpańską sieć kolejową z francuską, otwierając drogę do połączeń TGV Paryż – Barcelona i Paryż – Madryt.
- LGV Rhin-Rhône – pierwszy, wschodni odcinek linii z Miluzy do Dijonu, długości 190 km, oddano do użytku zgodnie z planem w grudniu 2011 r. Umożliwia realizację połączeń Paryż – Miluza – Zürich oraz Frankfurt – Strasburg – Lyon – Marsylia. W przyszłości linia Ren – Rodan będzie rozgałęziać się na dwie odnogi: południową i zachodnią. Obecnie odcinek wschodni do ukończenia wymaga zbudowania 2 fragmentów: wschodniego z kierunku Miluzy z Petit-Croix do Lutterbach (35 km) oraz zachodniego w kierunku Dijon z Villers-les-Pots do Genlis (15 km). Na linii istnieją 2 stacje: Belfort – Montbéliard TGV oraz Besançon Franche-Comté TGV.
- LGV Sud Europe Atlantique – faza 1 i 2 w użytkowaniu.
- LGV Bretagne-Pays de la Loire – Linię otwarto 2.7.2017 roku

### Linie planowane
- LGV Bordeaux – Toulouse
- LGV Bordeaux – Espagne

### Dworce TGV

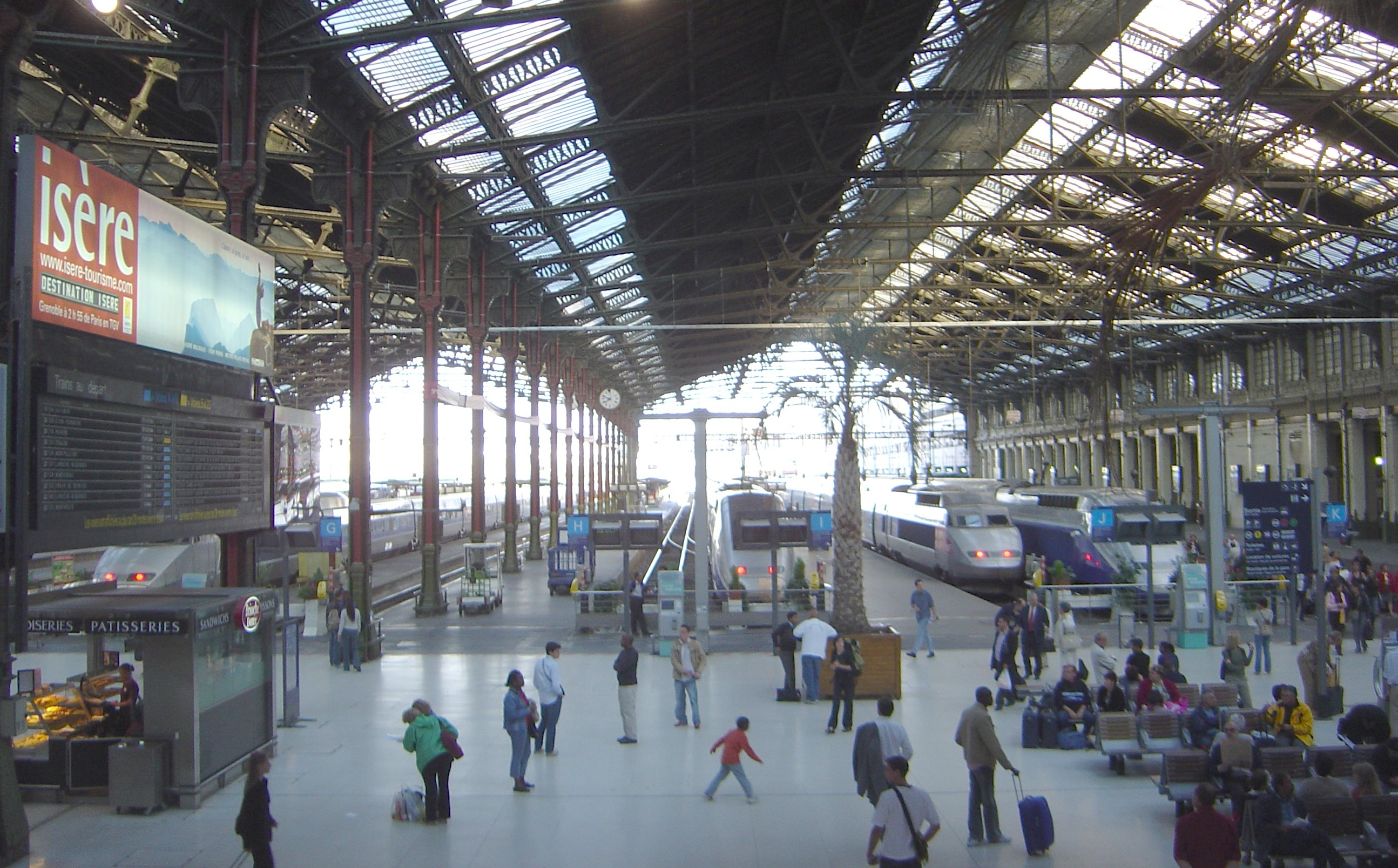
Hala dworca Paris-Lyon

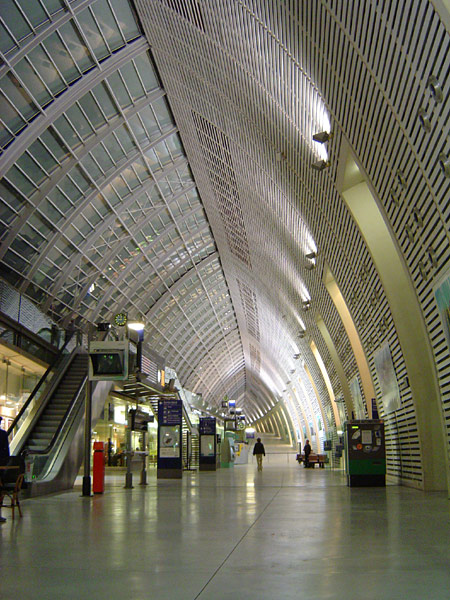
Hall dworca Avignon TGV

Jedną z głównych przewag pociągów TGV nad innymi technologiami, takimi jak pociąg na poduszce magnetycznej, jest możliwość korzystania przez nie z istniejącej infrastruktury kolejowej. Z jednej strony czyni to dużo łatwiejszym łączenie szybkimi połączeniami centrów wielkich miast, takich jak Paryż czy Lyon, z drugiej zaś pozwala na obsługę małych miast, gdzie budowa specjalnej infrastruktury byłaby nieopłacalna.
Niemniej jednak konstruktorzy linii kolejowych dużych prędkości we Francji zaprojektowali wzdłuż nich szereg nowych stacji, przeznaczonych wyłącznie dla TGV. Stacje te są budowane zwykle na obrzeżach miast lub wręcz „w szczerym polu” – dziesiątki kilometrów od większych skupisk ludności. Tego typu stacje pozwalają pociągom na szybsze pokonywanie tras, dzięki oszczędzeniu czasu potrzebnego na pokonanie pewnej odległości po klasycznej linii kolejowej.
Przykładem tego typu stacji są dworce Le Creusot TGV oraz Mâcon-Loché TGV. Innym dworcem, który wzbudził kontrowersje jest TGV Haute-Picardie, wybudowany w połowie drogi między Amiens oraz Saint-Quentin na linii LGV Nord. Obydwa miasta dzieli od nowej stacji około 40 km, zaś ona sama jest otoczona polami buraków cukrowych, co dało początek złośliwej nazwie tego dworca La Gare des betteraves (Buraczany dworzec). Choć dworzec jest ulokowany z dala od jakiejkolwiek innej linii kolejowej, to jednak w jego pobliżu znajduje się węzeł autostrad A 1 i A 29, umożliwiający dogodny dojazd samochodem.
Niektóre z nowych dworców, w szczególności te zbudowane na LGV Rhône-Alpes i LGV Méditerranée, jak Lyon-Saint-Exupéry TGV czy Avignon TGV, są uznawane za dzieła sztuki architektonicznej. Dworzec w Awinionie, otwarty w 2001 roku, jest szczególnie znany ze swojego długiego na 340 m przeszklonego dachu, który porównywano do średniowiecznych katedr.
Jedynym dworcem TGV wybudowanym w ścisłym centrum wielkiego miasta jest stacja Lille-Europe. Jej konstrukcja zbiegła się z wielką przebudową tej części miasta, gdzie wiele terenów pozostawało niezagospodarowanych. Niemniej jednak pociągi relacji Lille – Paryż odjeżdżają z klasycznego dworca Lille-Flandres, lepiej włączonego w sieć komunikacyjną miasta i umożliwiającego przesiadki na pociągi podmiejskie.
Osobną kategorię stanowią dworce Aéroport Charles-de-Gaulle 2 TGV pod Paryżem i Lyon-Saint-Exupéry TGV. Zostały one wybudowane w celu włączenia do sieci TGV dwóch wielkich portów lotniczych, tak aby uwolnić pasażerów od konieczności dojazdu na lotnisko tradycyjną komunikacją miejską.

## Połączenia obsługiwane pociągami TGV
Dzięki swojej konstrukcji, umożliwiającej korzystanie z tradycyjnych linii kolejowych, pociągi TGV docierają obecnie do każdego zakątka Francji oraz do wielu miast w zachodniej Europie. Zatrzymują się na ponad 100 stacjach we Francji oraz około 30 za granicą.
Na głównych kierunkach, jak Paryż – Lille, Paryż – Lyon czy Paryż – Bruksela, pociągi kursują w takcie, czyli odjeżdżają ze stacji początkowej w równych odstępach czasu w ciągu całego dnia.
TGV są zasadniczo pociągami dziennymi, aczkolwiek SNCF uruchamia niewielką liczbę pociągów zwanych TGV de Nuit (nocny TGV) w czasie zimowego i letniego sezonu turystycznego.

### Połączenia międzynarodowe

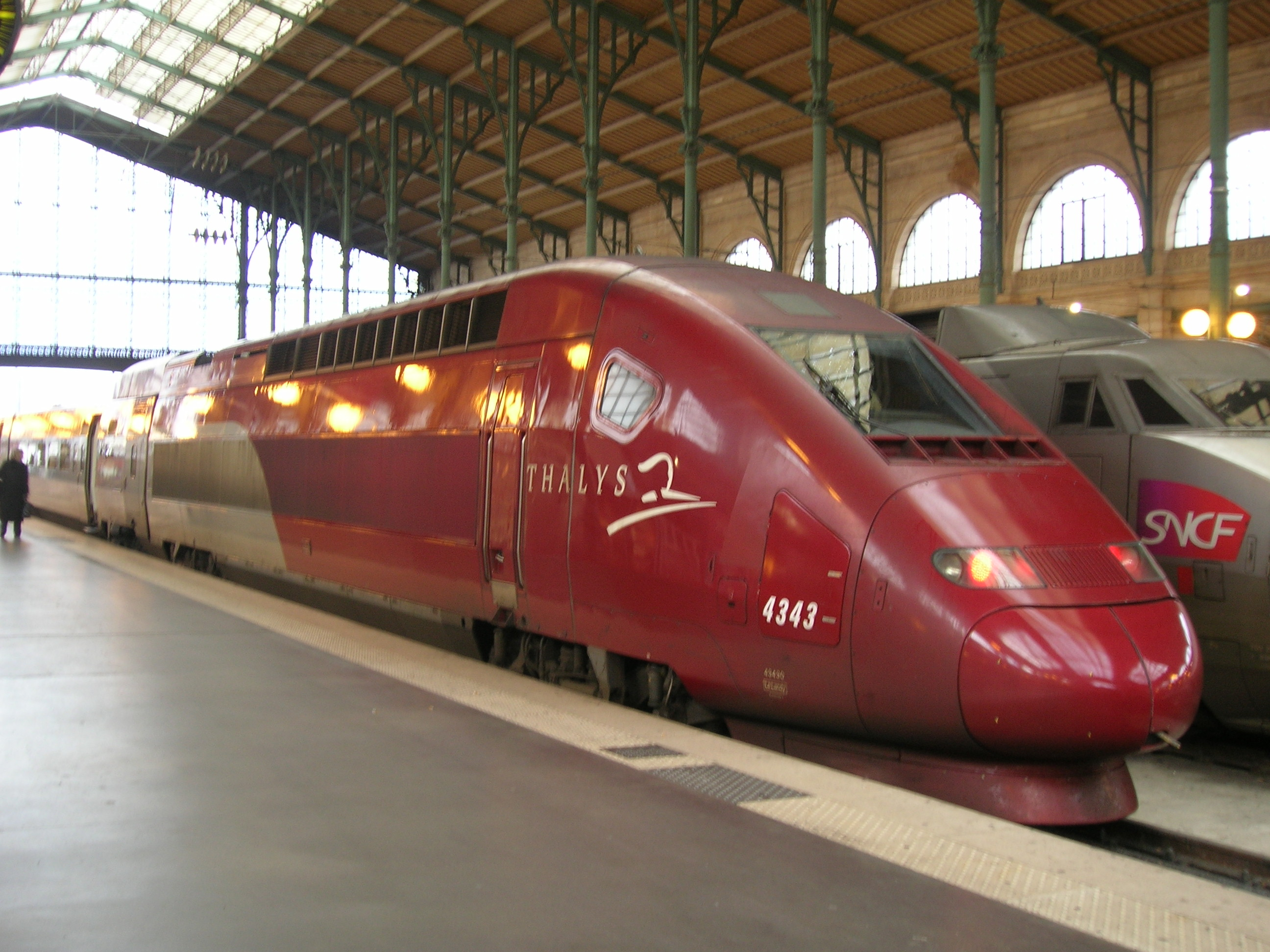
Pociąg TGV Thalys PBKA na dworcu Paryż-Nord

Pociągi międzynarodowe TGV są obsługiwane przez specjalnie utworzone do tego celu przedsiębiorstwa, powołane przez SNCF i przewoźników z danych krajów. Dodatkowo pociągi TGV pod obsługiwane przez SNCF docierają do Brukseli, Luksemburga, Ventimiglia (Włochy) i Irun (Hiszpania) (Pociągi te opisano w sekcji „Połączenia krajowe”). Dla każdej relacji w nawiasach podano maksymalną liczbę połączeń w ciągu doby. Dane podano zgodnie z oficjalnym rozkładem jazdy przewoźników kolejowych (Thalys, Eurostar oraz SNCF).

#### Thalys
Francja – Belgia – Holandia – Niemcy
- Pociągi odjeżdżające z dworca Paris-Nord:
  - → Mons (1) → Namur (1) → Charleroi-Central (1) → Liège-Guillemins (1)
  - → Bruxelles-Midi (2) → Gent-Sint-Pieters (2) → Brugia (2) → Ostenda (2)
  - → Bruxelles-Midi (18) → Antwerpen-Centraal (8) → Rotterdam Centraal (8) → Schiphol (8) – Amsterdam Centraal (8)
  - → Bruxelles-Midi (7) → Liège-Guillemins (7) → Aachen Hbf (6) → Köln Hbf (6)
- Pociągi odjeżdżające z dworca Antwerpen-Centraal:
  - → Bruxelles-Midi (1) → Chambéry (1) → Albertville (1) → Moûtiers (1) → Aime (1) → Landry (1) → Bourg-Saint-Maurice (1) (tylko w sezonie zimowym)
  - → Bruxelles-Midi (1) → Valence TGV (1) → Avignon TGV (1) → Marsylia (1) (tylko w sezonie letnim)

#### Eurostar
Francja – Belgia – Wielka Brytania
- Pociągi odjeżdżające z dworca Londyn St Pankras (do 13 listopada 2007 z dworca Londyn Waterloo):
  - → Ebbsfleet International (9) → Ashford (4) → Calais-Fréthun (3) → Lille-Europe (8) → Paris-Nord (19) ↑ Bruxelles-Midi (10)
  - → Ashford (1) → Lille-Europe (1) → Marne-la-Vallée – Chessy (1) (Eurodisneyland)
  - → Ashford (1) → Lille-Europe (1) → Awinion (1) (w sezonie letnim)

#### TGV Lyria
Francja – Szwajcaria
- Pociągi odjeżdżające z dworca Paris-Lyon do:
  - Genewa przez Mâcon-Loché-TGV i Bellegarde,
  - Berna przez Dijon, Frasne, Pontarlier i Neuchâtel,
  - Lozanny, przez Dijon, Mouchard, Frasne i Vallorbe i dalej do Brig-Glis przez Montreux, Aigle, Sion.
- Pociągi odjeżdżające z dworca Paris-Est do:
  - Zurychu przez Strasburg, Miluzę i Bazyleę.

#### Artésia
Francja – Włochy
- Pociągi odjeżdżające z dworca Paris-Lyon do:
  - Turynu, Mediolanu, Bolonii, Florencji przez Chambéry, Modane.

#### Alleo
Francja – Niemcy
- Pociągi odjeżdżające z dworca Paris-Est do:
  - Stuttgartu i Monachium przez Karlsruhe i Strasburg,
  - Frankfurtu przez: Forbach, Saarbrücken, Kaiserslautern i Mannheim.

### Połączenia krajowe

Mapa linii, po których kursują pociągi TGV (połączenia zaznaczone na niebiesko, czerwono i czarno)

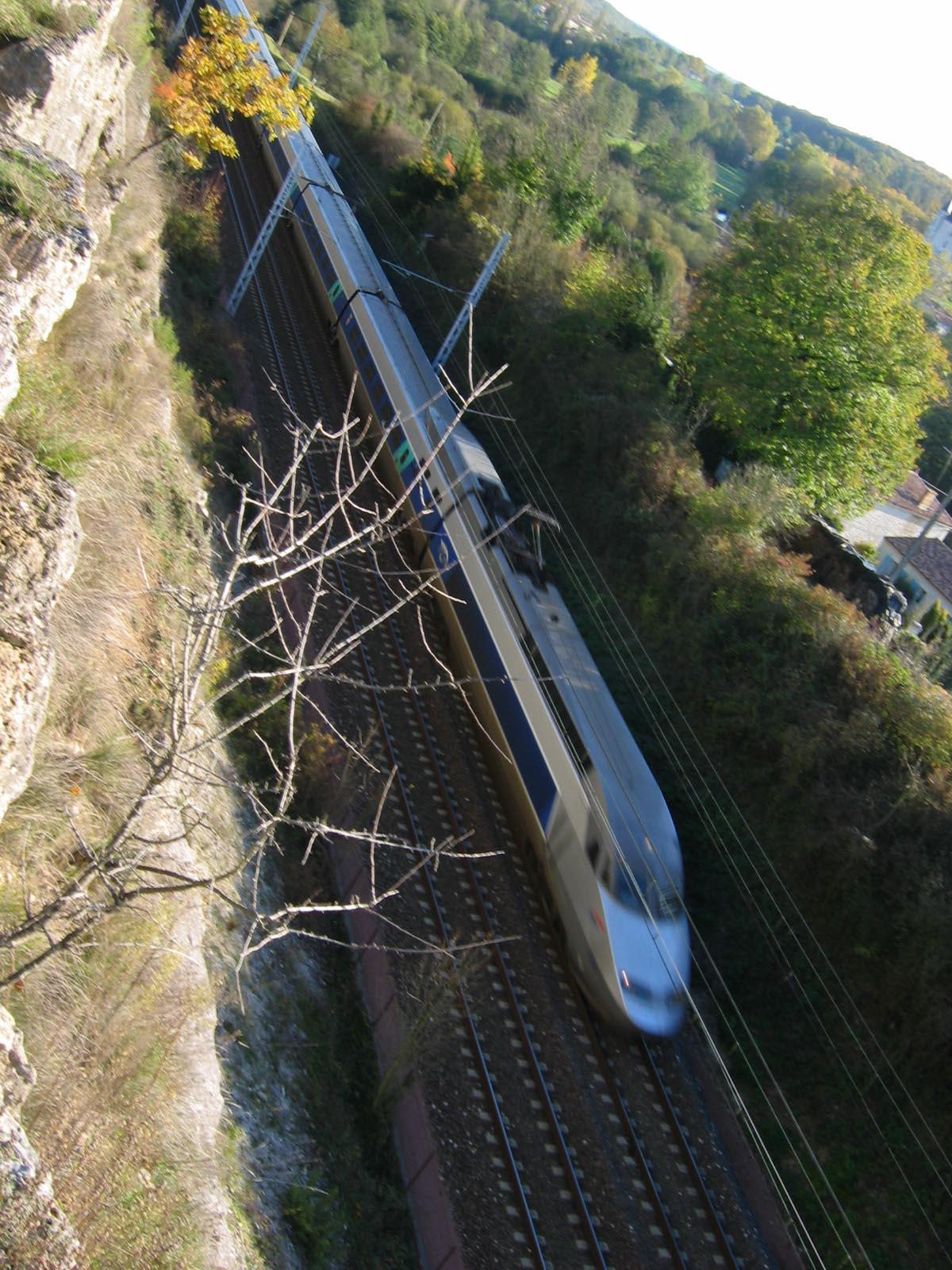
Pociąg TGV Réseau na klasycznej linii kolejowej, w pobliżu Angoulême

#### Połączenia z Paryża
- TGV Sud-Est z dworca Paris-Lyon do:
  - Lyon-Perrache przez Le Creusot TGV, Mâcon-Loché TGV, Lyon-Part-Dieu i dalej do Saint-Étienne – Châteaucreux,
  - Dijon-Ville przez Montbard i dalej do Montbéliard i miast w departamencie Jura,
- TGV Alpes z dworca Paris-Lyon:
  - do Grenoble przez Lyon-Saint-Exupéry TGV,
  - do Annecy przez Culoz lub Chambéry i dalej do Aix-les-Bains,
  - do Bourg-Saint-Maurice przez Albertville, Moûtiers, Aime-la-Plagne, Landry,
  - do Modane przez Chambéry, Saint-Jean-de-Maurienne,
  - do Saint-Gervais przez Annecy, Cluses, Sallanches,
  - do Evian-les-Bains przez Culoz, Bellegarde, Annemasse, Thonon-les-Bains,
- TGV Méditerranée z dworca Paris-Lyon:
  - Marsylia-Saint-Charles przez Lyon-Saint-Exupéry-TGV, Valence TGV, Avignon TGV i Aix-en-Provence TGV i dalej do Ventimiglii przez Tulon, Hyères, Niceę, Cannes, Monako,
  - Nîmes przez Lyon i dalej do Narbonne przez Montpellier, Perpignan, Sète, Agde, Béziers;
- TGV Atlantique z dworca Paris-Montparnasse:
  - Tours-Saint-Pierre-des-Corps przez Massy TGV i Vendôme TGV i dalej do:
    - Bordeaux przez Futuroscope, Châtellerault, Poitiers, Ruffec, Angoulême, Libourne i dalej do:
      - Tuluzy, przez Agen i Montauban,
      - Irun przez Dax, Hendaye Bayonne
      - Tarbes przez Dax, Biarritz, Saint-Jean-de-Luz, Orthez, Pau i Lourdes;

    - La Rochelle, przez Poitiers, Saint-Maixent-l’École, Niort, Surgères,

  - Le Mans i dalej do:
    - Rennes, przez Laval, Vitré i dalej do:
      - Brestu przez Saint-Brieuc i Lannion,
      - Quimper przez Vannes, Lorient,
      - Saint-Malo,

    - Nantes przez Sablé-sur-Sarthe i Angers i dalej do Le Croisic,
- TGV Nord Europe z dworca Paris-Nord (w nawiasach liczba połączeń dziennie):
  - → Arras (2) → Lille-Flandres (18) → Croix-Wasquehal (4) → Roubaix (4) → Tourcoing (4)
  - → Lille-Europe (5) → Calais-Fréthun (3) → Calais-Ville (1) ↑ Boulogne-Ville (2) ↑ Dunkierka (2)
  - → Arras (11) → Douai (8) → Valenciennes (6) ↑ Lens (6) → Béthune (6) → Hazebrouck (6) → Dunkierka (5) ↑ Saint-Omer (1)
- TGV Est  z dworca Paris-Est (w nawiasach liczba połączeń dziennie):
  - → Reims (8) → Rethel (1) → Charleville-Mézières (2) → Sedan (1),
  - → Champagne-Ardenne TGV (1) → Chalons-en-Champagne (2) → Vitry-le-François (2) → Bar-le-Duc (2) → Commercy (1),
  - → Champagne-Ardenne TGV (1) → Meuse TGV (1) → Metz-Ville (10) → Thionville → (5) → Luksemburg (5),
  - → Saverne (1) → Strasburg (15) → Colmar (3) → Miluza (6),
  - → Meuse TGV (1) → Nancy-Ville (8) → Epinal (2) → Remiremont (2),
  - → Nancy (1) → Lunéville (1) → Saint-Dié-des-Vosges (1) → Sarrebourg (1) → Saverne (1) → Strasburg (1)

#### Połączenia z pominięciem Paryża
- TGV Nord Europe:
  - Bruksela – Perpignan przez Lille, Lyon, Montpellier;
  - Bruksela – Nicea przez Lille, Lyon, Marsylię;
  - Lille – Hendaye i Lille – Tulouza przez Tours-Saint-Pierre-des-Corps, Poitiers, Angoulême i Bordeaux;
  - Bruksela – Bordeaux przez Lille, Saint-Pierre-des-Corps, Poitiers i Angoulême,
  - Lille – Nantes i Lille – Rennes przez Le Mans;
  - Lille – Strasburg przez Champagne-Ardenne TGV – Lorraine TGV
- Pozostałe:
  - Marsylia – Nantes i Marsylia – Rennes przez Lyon-Part-Dieu i Le Mans;
  - Marsylia – Lyon – Nantes i Marsylia – Lyon – Rouen – Le Havre przez Versailles,
  - Marsylia – Tulouza przez Montpellier,
  - Lyon – Marsylia;
  - Metz – Nicea przez Nancy, Dijon, Mâcon i Lyon,
  - Strasburg – Marsylia przez Miluzę, Besançon, Lyon,
  - Nicea i Montpellier – Genewa przez Lyon,
  - Bordeaux – Dijon przez Tuluzę, Montpellier i Lyon.

#### Połączenia regionalne (TER GV)
- TER GV Nord z dworca Lille-Europe:
  - → Calais-Fréthun (7) → Calais-Ville (1) ↑ Boulogne-Ville (6)
  - → Dunkierka (5)
  - → Arras (1)

## TGV poza Francją

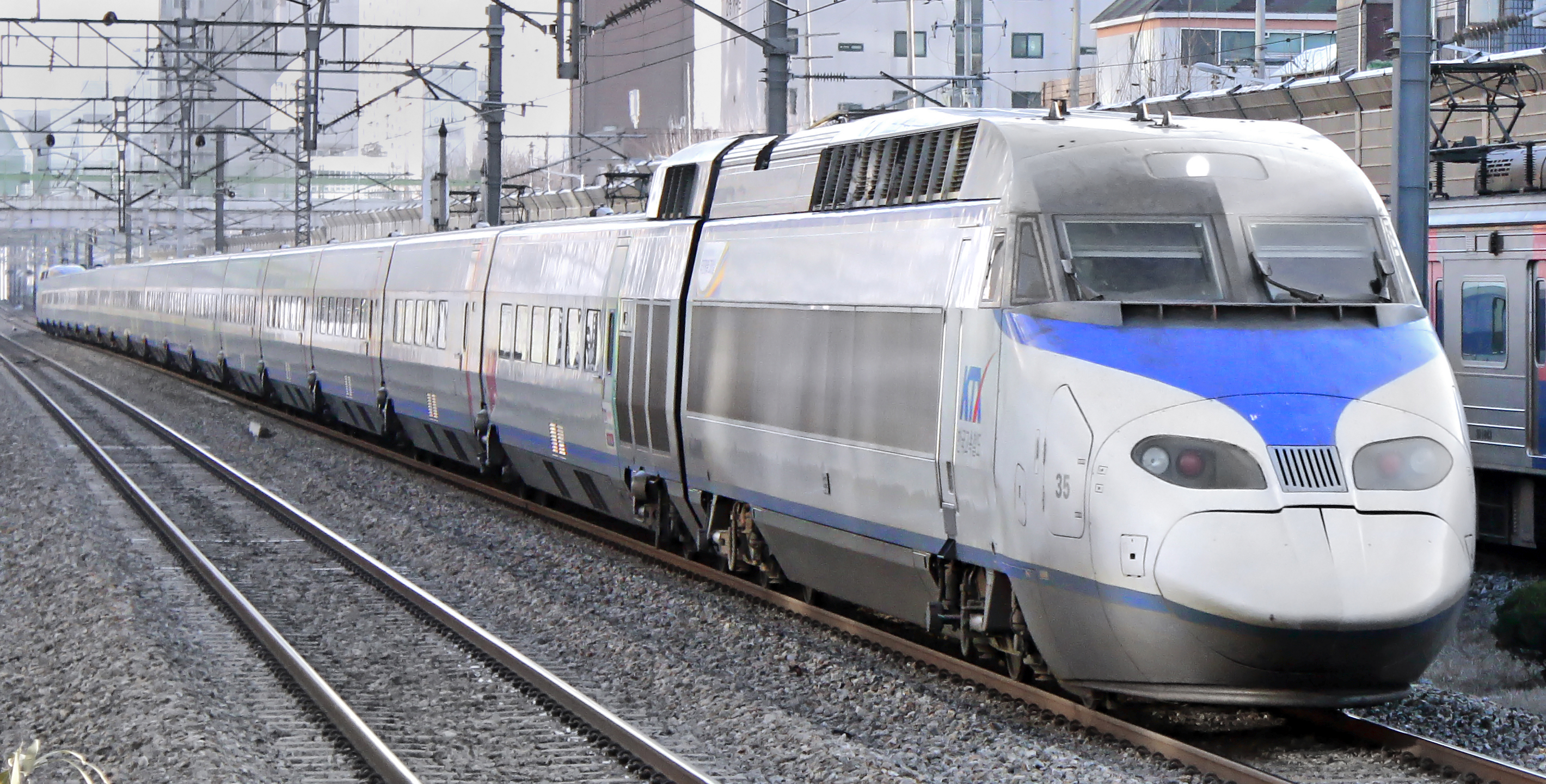
Koreański pociąg KTX

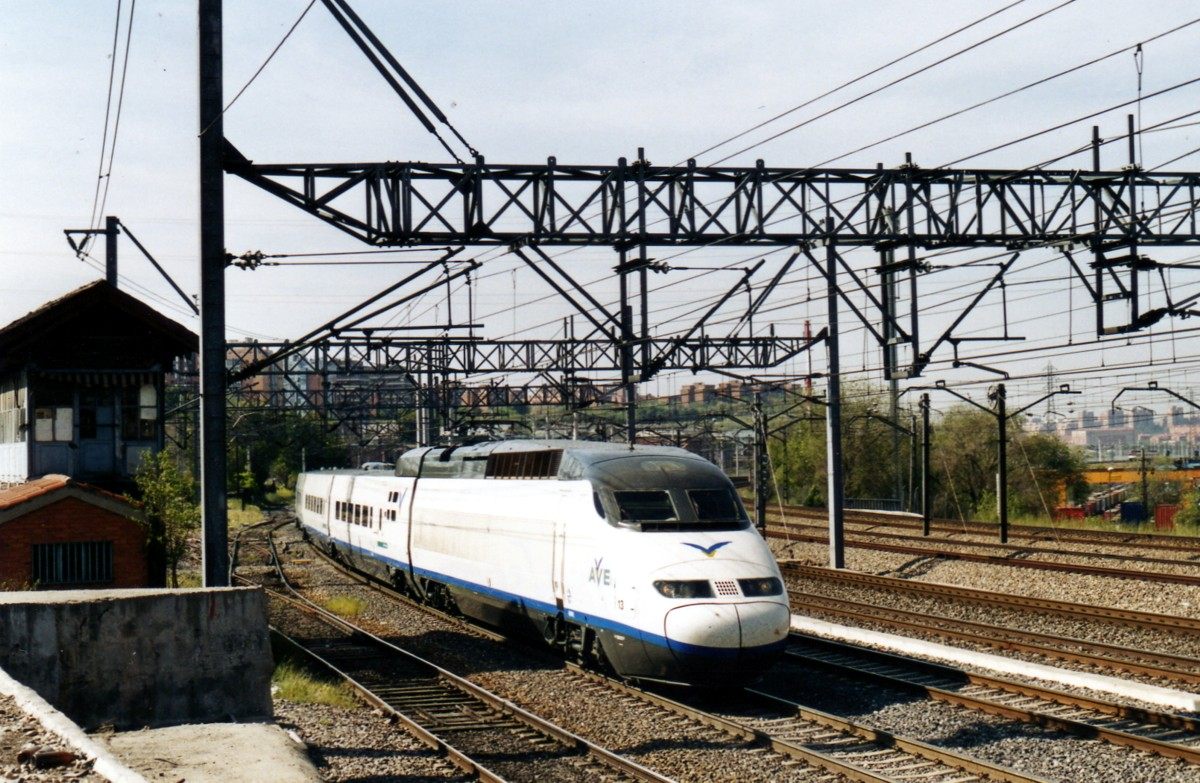
AVE S-100 – wersja hiszpańska

Na technologii TGV oparte są pociągi kursujące w kilku innych krajach:
- AVE (Alta Velocidad Española) – pociągi dużych prędkości w Hiszpanii. Używane przez hiszpańskie koleje RENFE pociągi AVE 100 wywodzą się od TGV Atlantique.
- KTX (Korea Train Express) – pociągi dużych prędkości w Korei Południowej.
- Acela – amerykańskie pociągi dużych prędkości zbudowane przez firmę Bombardier przy współpracy z Alstomem. Wykorzystano w nich technologię napędu TGV.

## Wypadki
Pociągi TGV są jednym z najbezpieczniejszych środków transportu, przez 34 lata eksploatacji (wypadek kolejowy w Eckwersheim, przy testowaniu nowego odcinka linii kolejowej) nie zanotowano wypadku śmiertelnego przy podróżach liniami dużych prędkości, mimo że pociągi TGV ulegały niejednokrotnie wypadkom, często dość spektakularnym.

### Na liniach dużych prędkości
Lista najważniejszych wypadków w historii TGV, jakie wydarzyły się na LGV, czyli przy prędkościach rzędu 300 km/h:
- 14 grudnia 1992
  - Pociąg: TGV Sud-Est
  - Relacja: TGV 920 (Annecy – Paris-Lyon)
  - Miejsce: stacja Mâcon-Loché TGV, kilometr 334 linii LGV Sud-Est
  - Ranni: 27, lekko

Uszkodzenie wózka (zablokowanie kół), spowodowało wykolejenie pociągu na stacji Mâcon-Loché TGV przy prędkości 270 km/h. Pociąg zatrzymał się bezpiecznie, ale odłamki wyrwane z torowiska raniły osoby oczekujące na peronie na pociąg TGV 970.
- 21 grudnia 1993
  - Pociąg: TGV Réseau 511
  - Relacja: TGV 7150 (Valenciennes – Paris-Nord)
  - Miejsce: stacja TGV Haute-Picardie, kilometr 110.5 linii LGV Nord
  - Ranni: 1, lekko

Był to najsłynniejszy wypadek TGV – światowy rekord prędkości, przy której doszło do wykolejenia pociągu. Wydarzył się on przed wybudowaniem stacji TGV Haute-Picardie (dawna nazwa to Ablaincourt-Pressoir), w pobliżu południowego końca dzisiejszego peronu. Po okresie intensywnych opadów deszczu, pod torem nr 2 utworzyła się rozpadlina. Tuż przed wypadkiem dwa pociągi minęły to miejsce, ich maszyniści nie zauważyli niczego podejrzanego. 10 minut później, o godzinie 7:06, podróżujący z prędkością 296 km/h TGV 7150 wypadł z szyn na skutek obsunięcia się torów w powstałą rozpadlinę (długą na 7 metrów, głęboką na 1,5 metra i szeroką na 4 metry).
- 5 czerwca 2000
  - Pociąg: TGV Eurostar 3101/3102
  - Relacja: EST 9047 Paris Nord – London Waterloo International
  - Miejsce: LGV Nord-Europe, w pobliżu Croisilles (10 km na południe od Arras)
  - Ranni: 14, lekko

Belgijski skład TGV Eurostar 3101-3102 relacji 9047, podróżował z prędkością 300 km/h po torze nr 1 LGV Nord-Europe. Na pokładzie pociągu znajdowało się 501 pasażerów.
Maszynista poczuł anormalne wibracje składu i zredukował prędkość do 200 km/h, po chwili rozpoczął przyspieszanie. O godzinie 17:54, przy prędkości 290 km/h, w pobliżu małego miasta Croisilles (na południe od Arras), przy mijaniu rozjazdu, uszkodzeniu uległ układ przeniesienia napędu. Na skutek tego nastąpiło oddzielenie napędu od ramy wózka, prowadzące do wypadku. Zadziałały hamulce bezpieczeństwa w wózkach 2, 3 oraz 23 (licząc od czoła pociągu). Pociąg się wykoleił częściowo i zatrzymał się 1500 m dalej, powodując zniszczenie torowiska. 13 pasażerów oraz angielski maszynista odniosło lekkie obrażenia. Pasażerowie kontynuowali podróż do Londynu autobusami.

### Na pozostałych liniach
Pociągi TGV poruszające się po liniach konwencjonalnych są narażone na te same niebezpieczeństwa, co wszystkie inne typy pojazdów szynowych. Poniższa lista opisuje wybrane wypadki z udziałem TGV na klasycznej sieci kolejowej.
- 31 grudnia 1983: Na pokładzie pociągu Marseille-St.-Charles – Paris-Lyon wybuchła bomba zabijając dwie osoby. Zamach jest przypisywany organizacji terrorystycznej Carlosa Szakala.
- 28 września 1988: TGV Sud-Est numer 70, obsługujący pociąg relacji 736, zderzył się z ważącym 100 ton samochodem ciężarowym przewożącym transformator elektryczny, który utknął na przejeździe kolejowo-drogowym w Voiron w departamencie Isère. Ciężarówka poruszała się po drodze bez wymaganego dla tego typu pojazdów zezwolenia odpowiednich władz. Masa ciężarówki była przyczyną fatalnych skutków zderzenia – zginął maszynista TGV oraz jeden pasażer, 25 osób odniosło lekkie obrażenia. W wyniku wypadku skład TGV został zezłomowany, zachowano jedynie jedną głowicę napędową, która służy obecnie jako rezerwa.
- 4 stycznia 1991: W wyniku uszkodzenia układu hamulcowego, pociąg TGV Atlantique numer 360 zbiegł z lokomotywowni Châtillon. Pociąg skierowano na niezajęty tor na stacji Paris-Vaugirard, na którym uderzył z prędkością 60 km/h w rampę załadunkową. W wypadku nikt nie ucierpiał, poważnie uszkodzone została przednia głowica i dwa wagony.
- 31 października 2001: Pociąg TGV Atlantique relacji 8515 (Paris-Montparnasse – Irun), z 422 pasażerami na pokładzie, wykoleił się przy prędkości 130 km/h w pobliżu Dax w południowo-zachodniej Francji. Lekko rannych zostało 6 pasażerów. Wykoleił się cały skład, a tylna głowica napędowa spadła z nasypu. Przyczyną wypadku było pęknięcie szyny.
- 30 stycznia 2003: TGV Réseau, obsługujący pociąg relacji Dunkierka – Paris-Nord, zderzył się przy prędkości 106 km/h z ciężarówką, która utknęła na przejeździe kolejowo-drogowym w pobliżu Esquelbecq w północnej Francji. Poważnie uszkodzona została przednia głowica napędowa, ale wykolejeniu uległ tylko jeden wózek. Maszynista TGV odniósł w wypadku lekkie obrażenia.

Z powodu dużej liczby wypadków na przejazdach kolejowo-drogowych podjęto wysiłki w celu wyeliminowania ich z klasycznych linii kolejowych, po których poruszają się pociągi TGV. W rezultacie linia Tours – Bordeaux nie ma ani jednego przejazdu w poziomie szyn.

## Protesty przeciwko TGV
Główne protesty przeciwko pociągom TGV są organizowane przez organizacje ekologiczne, krytykujące je za nadmierny hałas i energochłonność.
Pierwszy protest przeciw TGV miał miejsce w maju 1990 przy planowaniu LGV Méditerranée. Demonstranci zablokowali wiadukt kolejowy w proteście przeciw budowie nowej linii, kwestionując jej zasadność i argumentując, że pociągi TGV mogą podróżować po istniejącej linii Lyon – Marsylia
Przedmiotem protestów jest również budowa linii Lyon – Turin Ferroviaire, która miałaby połączyć włoską i francuską sieć wysokich prędkości. Podczas gdy większość włoskich polityków zgadza się co do celowości budowy tej trasy, mieszkańcy terenów, przez które ma ona przebiegać, są jej niechętni.
Skargi na uciążliwość TGV doprowadziły do budowy ekranów akustycznych wzdłuż niektórych odcinków linii wysokich prędkości, lecz wciąż zdarzają się protesty w miejscach, gdzie nie zastosowano jeszcze tego rozwiązania.